# サラ・ベルナール
サラ・ベルナール（Sarah Bernhardt [saʁa bɛʁnɑʁt], 1844年10月22日? – 1923年3月26日）は、フランスの舞台女優。フランスの「ベル・エポック」と呼ばれた時代を象徴する大女優として知られる。普仏戦争前後に女優としてキャリアを開始し、すぐに名声を確立した。ヴィクトル・ユゴーに「黄金の声」と評され、「聖なるサラ」や「劇場の女帝」など、数々の異名を持ったが、19世紀フランスにおける最も偉大な悲劇女優の一人であると考えられている。ジャン・コクトーは「聖なる怪物」と呼んだ。キャリアの終わり頃は初期の映画が制作された時代とも重なり、数本の無声映画に出演している。社会史の観点からは、一つの文化圏／消費経済圏を越えて国際的な人気を博した「最初の国際スター」としてしばしば言及される（cf. 19世紀における「世界の一体化」）。また、彼女のために豪華で精緻な舞台衣装や装飾的な図案のポスターが作られており、「アール・ヌーヴォー」という新芸術様式／運動の中心人物であった。

## 生涯

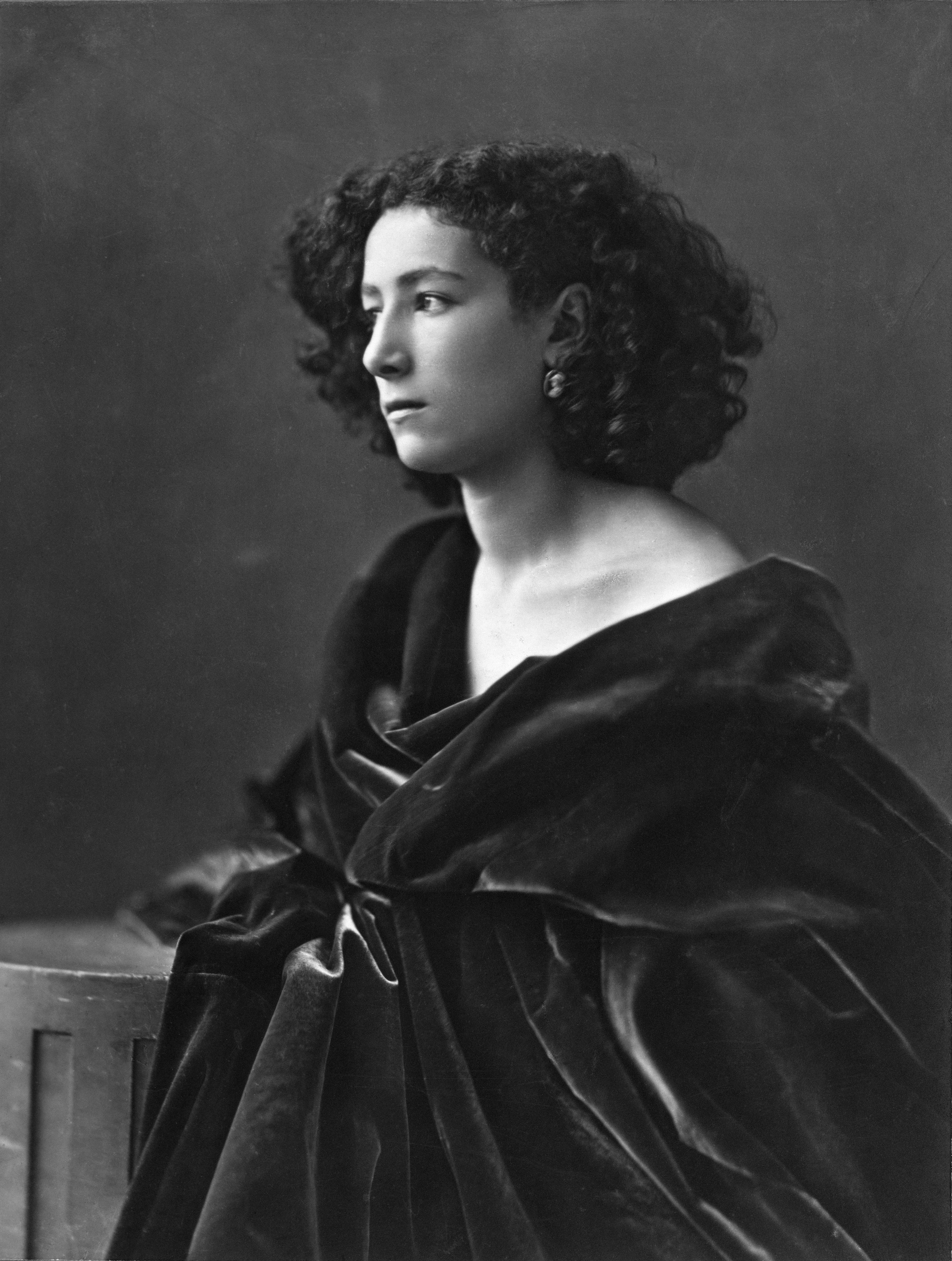
サラ・ベルナール（ナダール撮影、1864年頃）

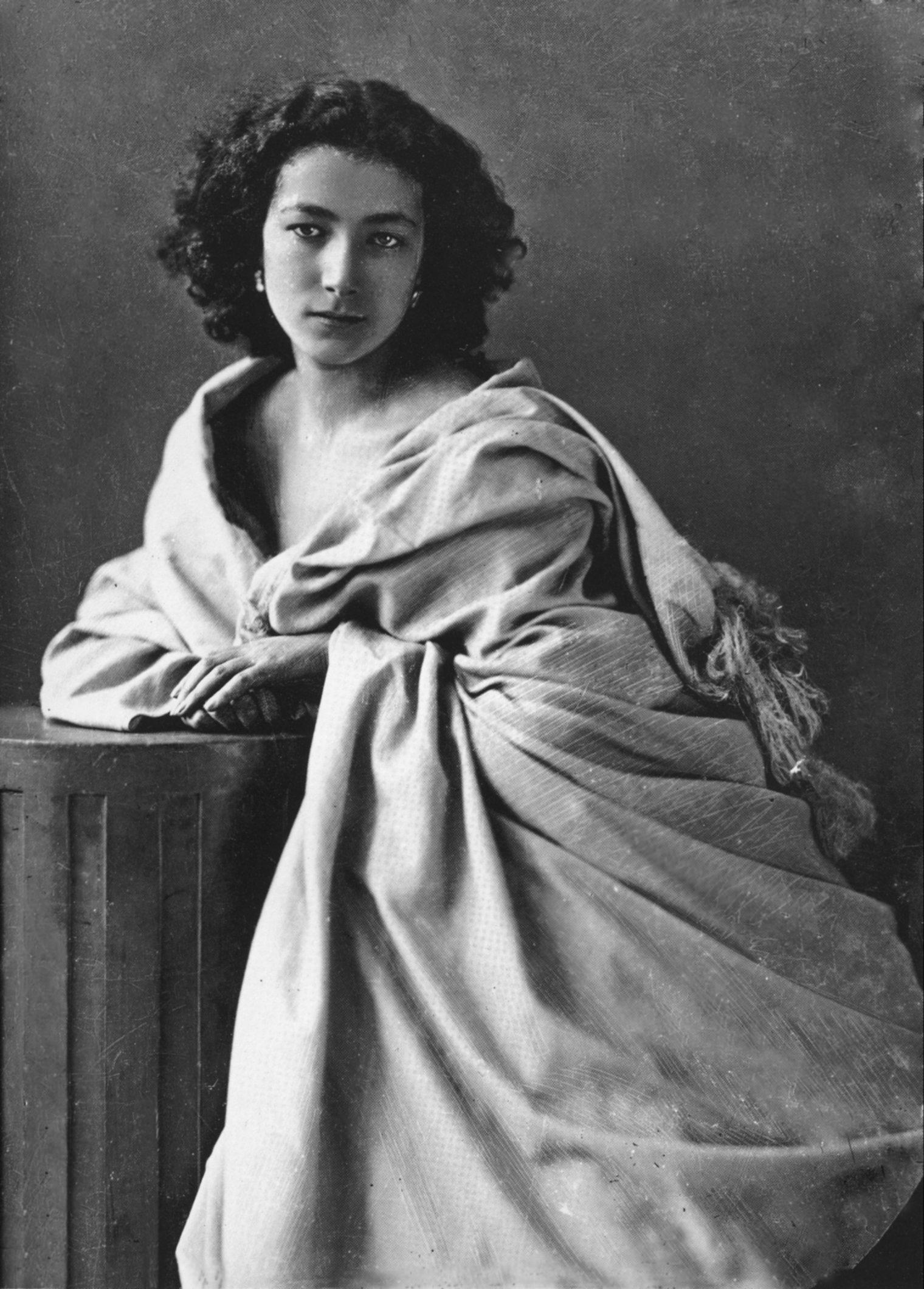
サラ・ベルナール（ナダール撮影、1864年頃）

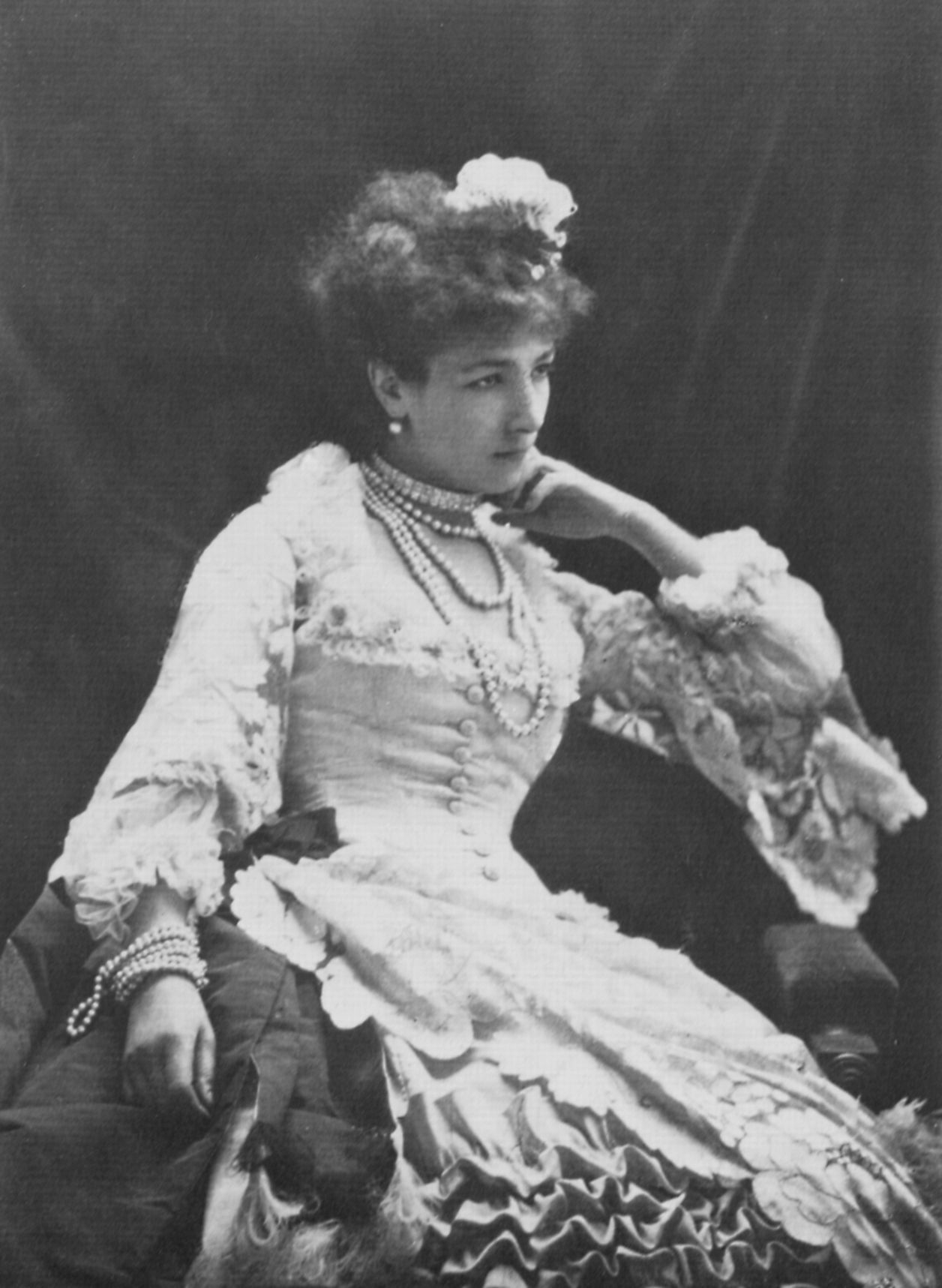
サラ・ベルナール（ナダール撮影、1865年頃）

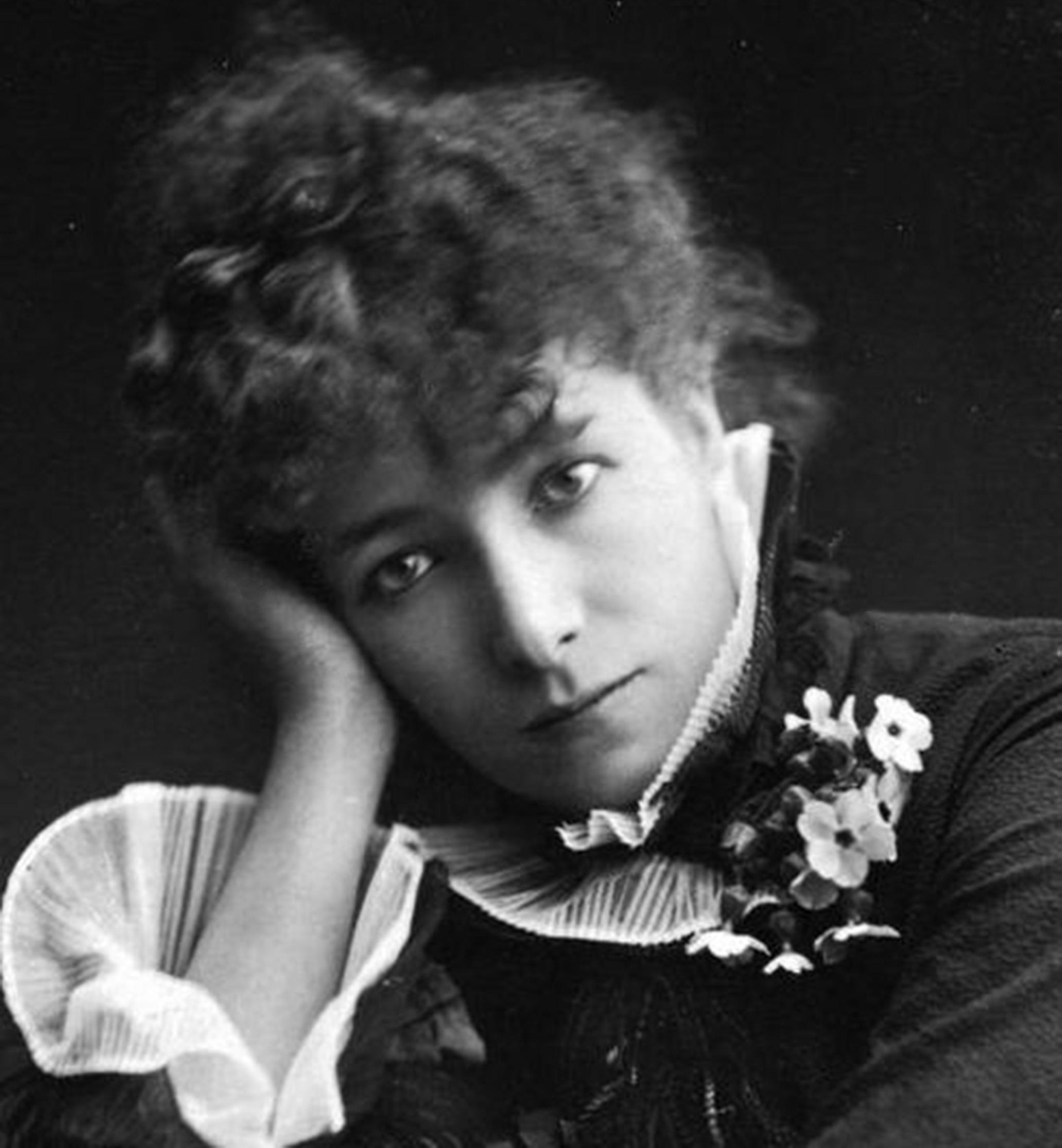
サラ・ベルナール（ナダール撮影、1878年頃）

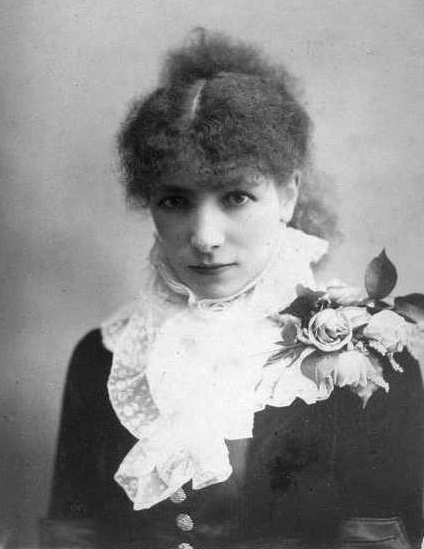
1890年代に撮影されたポートレイト

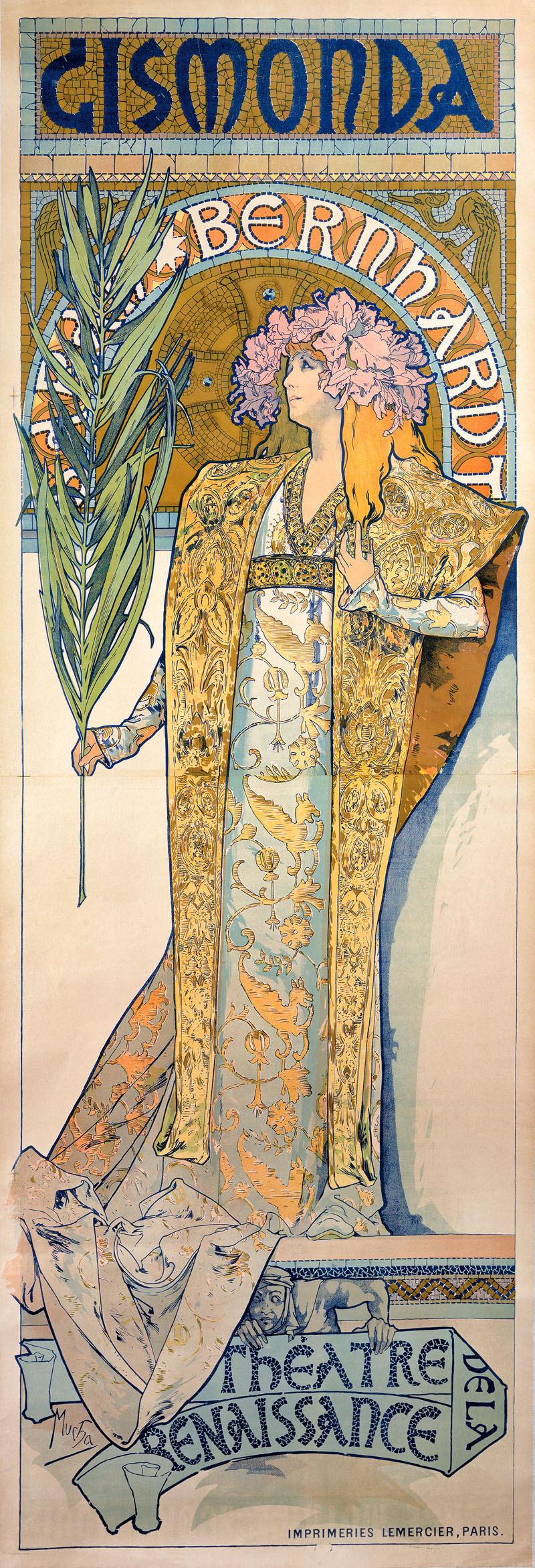
ミュシャの出世作ともなった「ジスモンダ」のポスター。リトグラフ、1894年。

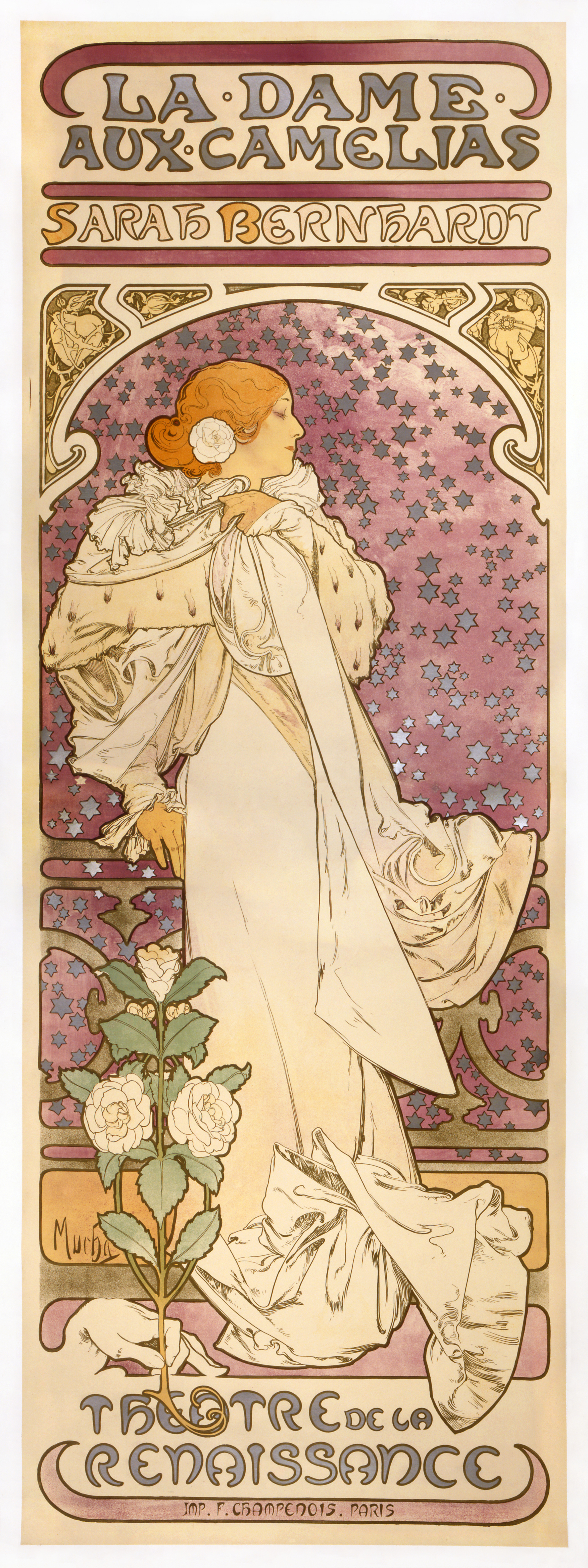
ミュシャ作「椿姫」のポスター。リトグラフ、1896年。

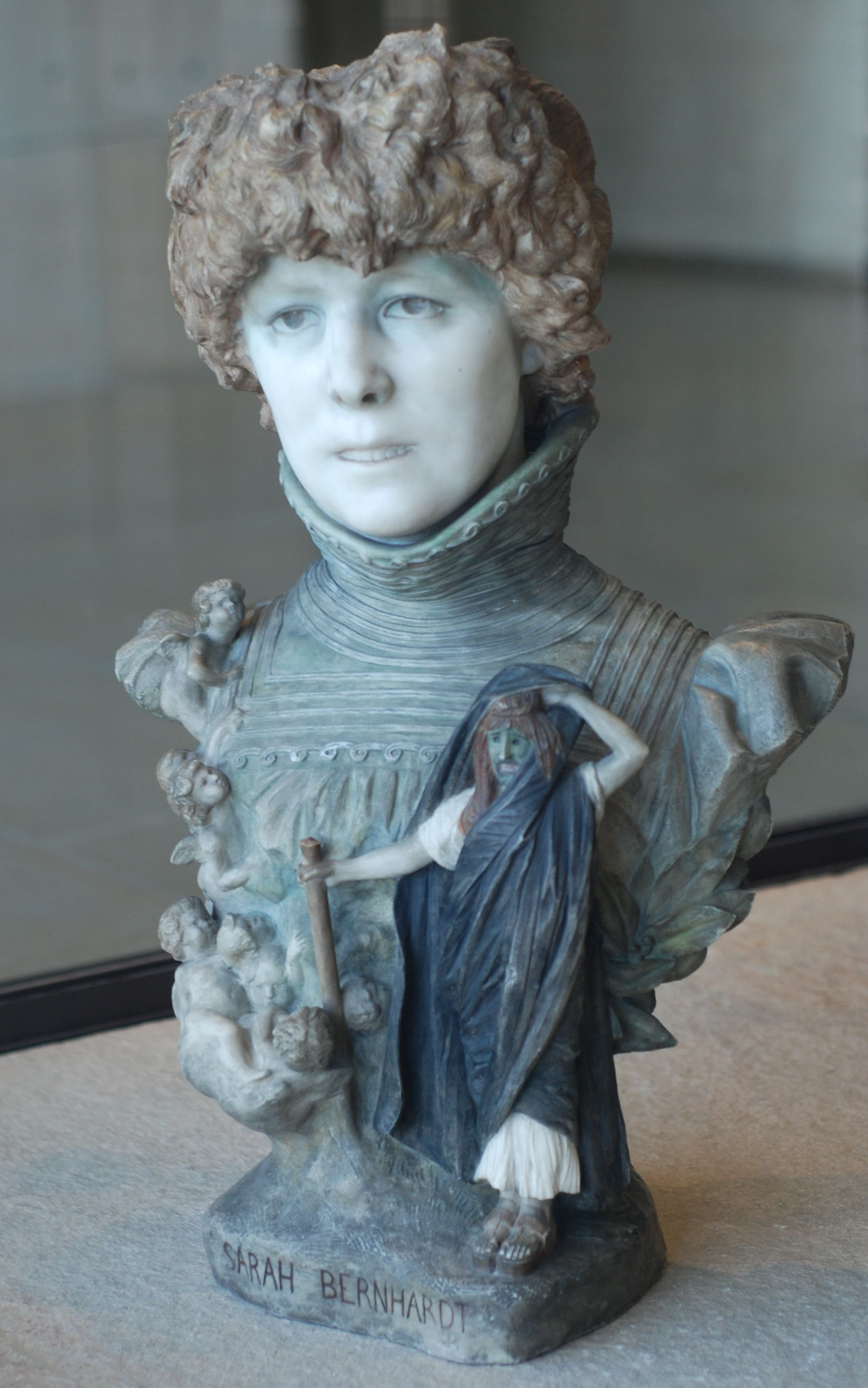
オルセー美術館蔵、ジャン＝レオン・ジェローム作「サラ・ベルナールの胸像」1895年頃。

### 生誕
母親のジュディト＝ジュリー・ベルナール（1821-1876）は、婦人帽子を売る貧しい売り子であり、ネーデルラントに住むユダヤ系の行商人の娘であった。彼女はパリに来て高級娼婦となり、「ユール（Youle）」の源氏名で知られていた(Bernhardt 1907, p. 6)。父親が誰かは知られておらず、サラは父親の素性については常に沈黙を保っていた。
サラ・ベルナールの誕生日について、はっきりとはわかっておらず議論となっているが、これはパリ・コミューンの鎮圧の際に公文書館が破壊されたせいである。伝記では通常、1844年10月22日又は23日説をとるが、1844年7月又は9月説をとるものもあり、1843年又は1841年説もある。さらに、レジオンドヌール勲章を取得する手続きの便宜のため、そしてサラのフランス国籍を証明するために、サラ・ベルナールのために行われた洗礼証明書に基づいて、裁判所の決定により1914年1月23日に遡及的な出生届出書を作成した。もちろんこれは誰かを欺くという目的のためでもなければ、裁判官を欺くためでもない。この出生届に基づき、「1844年9月25日、パリ15区生まれ」が書類上の出生日及び出生地となっている。また、この遡及出生届の中で、サラは母がジュディト・ファン・アールで父がエドゥアール・ベルナールであると宣言している。この父エドゥアールがルアーヴル出身の裕福な船主であるとか、法律の勉強をしていたとか、いくつかの説があるが、モレルという名字の海軍士官である可能性も示唆されている。いずれにせよ、サラの父親について確かなことは不明のままである。
同様に出生地についても確かなことがわかっていない。パリのエコール＝ド＝メドゥシーヌ通り5番（fr, パリ6区）に生まれたとするプラーク（銘板）もあるが、サン・トノレ通り32番又は265番説や、ミショディエール通り22番（fr, 同2区）説もある。
サラ・ベルナールの本名は「アンリエット＝マリー＝サラ・ベルナール（Henriette-Marie-Sarah Bernhardt）」とされるが、ファーストネームについては情報源により順番が入れ替わり、「サラ＝マリー＝アンリエット」とするものもある。なお、サラがコンセルヴァトワールに登録した際に用いた氏名は「アンリエット＝ロジーヌ・ベルナール」であり、ロジーヌの愛称がサラであるという。
身の上話を空想でふくらませるというこの女優の性向は、このもつれにもつれた異説の数々を解きほぐすことを難しくしている。

### 幼年期
サラ・ベルナールには少なくとも3人の姉妹がおり、妹の一人が同じくコメディエンヌのジャンヌ＝ロジーヌである。サラは、母ユールがジャンヌ＝ロジーヌを特にかわいがることにずっと苦しんでいた。パリの社交界で生活することを選んだ母に見捨てられ、サラはカンペルレにある乳母の家で孤独な子ども時代を送った。カンペルレはブルトン語しか通じないところだった。サラの叔母の愛人だったド・モルニ公がサラの教育の面倒を見てくれて、1853年当時ヴェルサイユのメゾン・ド・グラン＝シャンで教師をしていたマドモワゼル・フレサールに預けられた。この修道院女子寄宿学校でサラはカトリック神秘主義者となり(Bernhardt 1907, p. 34)、さらに、はじめて、舞台で何かを演じるという経験をした。このときやった役はある宗教劇における天使の役だった(Bernhardt 1907, p. 35sq)。1857年にユダヤ教徒であったサラはキリスト教徒としての洗礼を受けた。彼女はその頃は修道女になりたいと考えていた。その一方で、本名を舞台で使った彼女の選択や、彼女が得たポジションや立ち位置に示されているように、彼女は決して自分の出自を否認しようとはしなかった。
そして、14歳のころにフランス国立音楽演劇学校（コンセルヴァトワール）の演劇科を受験して合格し、修道院暮らしも終えた。自伝によると、コンセルヴァトワールでは、フェンシングのレッスンも受けた(Bernhardt 1907, p. 102)。サラ自身の回想によると、これは「ハムレット」のような男役をやるときに役に立った(Bernhardt 1907, p. 102)。

### コメディ・フランセーズ時代
1859年にパリのコンセルヴァトワール演劇高等科で、サラはド・モルニー公の薦めでジャン＝バティスト・プロヴォのクラスに入った。1862年に喜劇で2番目の成績をとってそこを卒業し、コメディ・フランセーズに入座した。しかし、1866年に正座員のマドモワゼル・ナタリーに平手打ちを食らわしてしまい、追い出された。ケンカの原因は、ナタリーのドレスのすそ（裳）を踏んづけて歩いていたサラの妹をナタリーが乱暴に押しのけたことだった。サラはオデオン座と契約を結び、1869年にフランソワ・コペの「ル・パッサン」を演じて本領を発揮した。普仏戦争におけるパリ包囲のさなか、1870年に、サラは劇場を野戦病院に造りかえた。そこで、のちのフォッシュ将軍の手当をした。彼とはさらに45年後、マルヌの塹壕で出会うことになる。1872年には「リュイ・ブラス」の女王の役を勝ち取り、さらに戯曲の作者であるヴィクトル・ユゴーから「黄金の声」なるあだ名を頂戴する。この成功によりサラはコメディ・フランセーズに呼び戻された。1874年にラシーヌの「フェードル」、1877年にユゴーの「エルナニ」を演じた。
この時期の成功は、サラが地位を得るために、また、支出を賄うために、「彼女の母親のように」その魅力を用いたのではないかと警察が疑うほどだった。いずれにせよ、サラが成功を収めるにつれ、彼女を賛美する形容辞の数も次々と増えて行った。たとえば、「神聖なるサラ」、「劇場の女帝」といった具合である。

### 名声の確立と独立
1880年にサラは「フランス人」の栄光とともに退職し、彼女には、契約の濫用に対する損害賠償として10万フラン相当の金が支払われた。彼女は自分で会社を設立し、その会社とともに1917年まで外国で演技の仕事をし、財を成すことにした。サラは、はじめて国際的な「スター」となった人物であり、五大陸をツアーしたコメディエンヌであった。そのスターぶりはジャン・コクトーをして「聖なる怪物」と言わしめた。また、遅くとも1881年に行われたサラ・ベルナールのロシア興行の際に、当時新聞記者であったアントン・チェーホフは、悪意のある筆致で次のように描いている。「北極と南極を訪れ、旅の軌跡は五大陸に広がり、海原を超えて、一回ならず天国まで昇ったこの女」。また、新聞記者らの狂騒を「固定観念」となったものの後を追って「飲まず食わずで、ただ走り回っているだけだ」と風刺した。
サラ・ベルナールは、ハムレットやペレアスのような男の役を何度も演じており、これに霊感を得たエドモン・ロスタンは1900年に「レグロン」（ナポレオン1世の息子、ローマ王の話）を書いた。サラはロンドン、コペンハーゲンなどヨーロッパ各地はもとよりアメリカ合衆国でも興行を行った。1880年から1881年にかけて行ったアメリカ興行においては、一座の人員と8トンにも及ぶトランクの数々を運ぶためにプルマンの客車をチャーターした。ロシア興行の中では、1881年、1892年、1908年にサンクト・ペテルスブルクのミハイロフスキー劇場で行った公演が有名である。彼女の叙情性と明晰なディクションに観衆は熱狂した。サラは興行を宣伝するためにニューヨークでトーマス・エジソンに会い、シリンダーにラシーヌの「フェードル」を吹き込んだ。また、フランス人俳優としては非常に珍しいことに、サラはロサンゼルスの「ハリウッド名声の歩道」に星を埋め込まれることになった。
また、オスカー・ワイルドと親しいサラは、彼に戯曲作品を注文した。1892年に自身でタイトルロールを演じた「サロメ」である。1893年からサラはテアトル・ド・ラ・ルネサンスの座長を務めるようになり、同劇場で絶大な成功を収めたいくつかの作品（「フェードル」や「椿姫 (fr)」）の再演をしたほか、数多くの新作（サルドゥの「ジスモンダ」や、エドモン・ロスタンの「遙かなる姫君」、モーリス・ドネーの「恋人たち」、ガブリエーレ・ダヌンツィオの「死の村」、アルフレッド・ド・ミュッセの「ロレンザッチョ」）を制作上演した。さらに1899年にはテアトル・デ・ナシオンの座長にもなった。そして劇場の名前を「テアトル・サラ＝ベルナール」と改称して、ロスタンの「レグロン」「遙かなる姫君」以外の新作や、サルドゥの「トスカ」改訂版を上演した。ドレフュス事件のとき、サラは支持をエミール・ゾラに傾けた。また、ルイーズ・ミシェルを支援し、死刑に反対する立場を取った。
1896年12月9日は、女優の栄光を讃える「サラ・ベルナールの日」がカチュール・マンデスにより企画された。パリ中から人が詰めかけ、パリ9区のオテル・ル・グランにおける500人の招待客の会食ののち、テアトル・ド・ラ・ルネサンスの特別興行が催された。オテル・ル・グランからテアトルへの移動には200台の二人乗り馬車が仕立てられ、サラを先頭について行った。テアトルではアルモン・シルヴェストル作詞、ガブリエル・ピエルネ作曲の「サラへの讃歌」がコンセール・コロンヌにより演奏された。
広告の重要性を認識していたサラは、舞台において自身の生活の一部分を垣間見せ、消費財の宣伝に自分の名前を躊躇せず関連づけた。彼女のスタイルとシルエットは、流行と装飾美術に刺激を与えたが、それだけでなく、アール・ヌーヴォーの美学にも影響を与えた。彼女は、画家のアルフォンス・ミュシャに自ら訴えかけて、1894年12月からポスターを描いてもらった。以降の6年間に渡るコラボラシオンは、ミュシャの作品に副次的な霊感をもたらした。1874年に妹のレジーナの命を奪った結核の病がサラの体をも蝕み始めた。家にクッションを敷き詰めた棺桶をしつらえ、その中に深く腰を下ろして休むことが常になった。スキャンダルが起きる前までは、家にナダールを呼んで、写真を撮ってもらっていた。その目的は写真や絵葉書を買い上げるためだった。
1905年にはカナダ興行を行い、ケベックでウィルフリッド・ローリエ首相の出迎えを受けた。しかしながら、当時カナダの大司教であったルイ＝ナゼール・ベジャンは大の演劇嫌いで、サラ・ベルナールの斬新な肉体を使った演技が官能的であると受け取られかねないと非難していた。彼は教区の信者らに興行のボイコットを呼びかけた。そのため、普段の群衆に慣れたサラは、部分部分に空席が目立つ観客席を前に上演することになった。

### 晩年
サラ・ベルナールは晩年に向かうにつれて、120回を越える興行で舞台女優として演技をしたが、映画の分野でも等しく女優として活躍した。最初の出演映画は、1900年の映画「ハムレットの決闘」である。これは「フォノ・シネマ・テアトル方式（いわゆるトーキー）」で音声付き映画を実現しようとした最初期の試みの一つであった。この映画では、シリンダーに入れたフォノグラフが、映写されている映像に合わせて、女優の声を延ばしたり縮めたりして同期させた。サラはその次は2本の無声映画に出演した。これらは自伝映画であった。二つ目の「ベル＝イルのサラ・ベルナール」（Sarah Bernhardt à Belle-Île）は1912年の作品でサラの日常を描いたものである。
1890年にポルト＝サン＝マルタン劇場（パリ10区）で公演した「ジャンヌ・ダルクの成り行き」出演中に受けた怪我が悪化して、膝の骨結核になってしまったため、サラは、1915年3月12日、70歳のときに、ボルドーのサン＝オーギュスタン病院で右足を切断した。ギプスをしていた彼女の膝は壊疽を起こしていた。
最初の症状が出たのは、13年以上前の1887年にさかのぼる。このとき、「トスカ」のフィナーレで、サラは手すりの高さから落ちて膝をつくという演技を何度も行った。サラの友人の医師、サミュエル＝ジャン・ド・ポズィはかつての恋人の足を切るに忍ばず、信頼のおけるジャン＝アンリ・モーリス・ドニュセ教授に手術を託した。サラはそれでも座ったままで演技をし続けた（木製であろうがセルロイド製であろうが義足をつけることを拒んでいた）。持ち運びできる椅子を持参してドイツと戦う前線の兵士たちのところへ慰問を続け、「椅子の小母さん」と呼ばれることを望んだ。サラは決して自分の身体の障害について心の内を明かすことはなかった。ただ「ほら見て、私、ホロホロチョウよ！」と言って人の笑いを取るだけだった。
整形外科手術については、最初のうち、見せかけだけの拒否をしていたが、完全に無視する程ではなかった。1912年に彼女はアメリカ人の外科医、チャールズ・ミラーに「リフティング」という初歩的な整形手術を依頼した。その手術結果はのちにスザンヌ・ノエル医師により修正されることになる。
サラは、サシャ・ギトリ脚本の映画 "La Voyante" に出演しているさなかの1923年3月26日、パリ17区ペレール大通り56番にて、息子が見守る中、亡くなった。フランス政府はサラに対して国葬を執り行い、パリのペール・ラシェーズ墓地（44区画）に埋葬した。

## 芸術家として

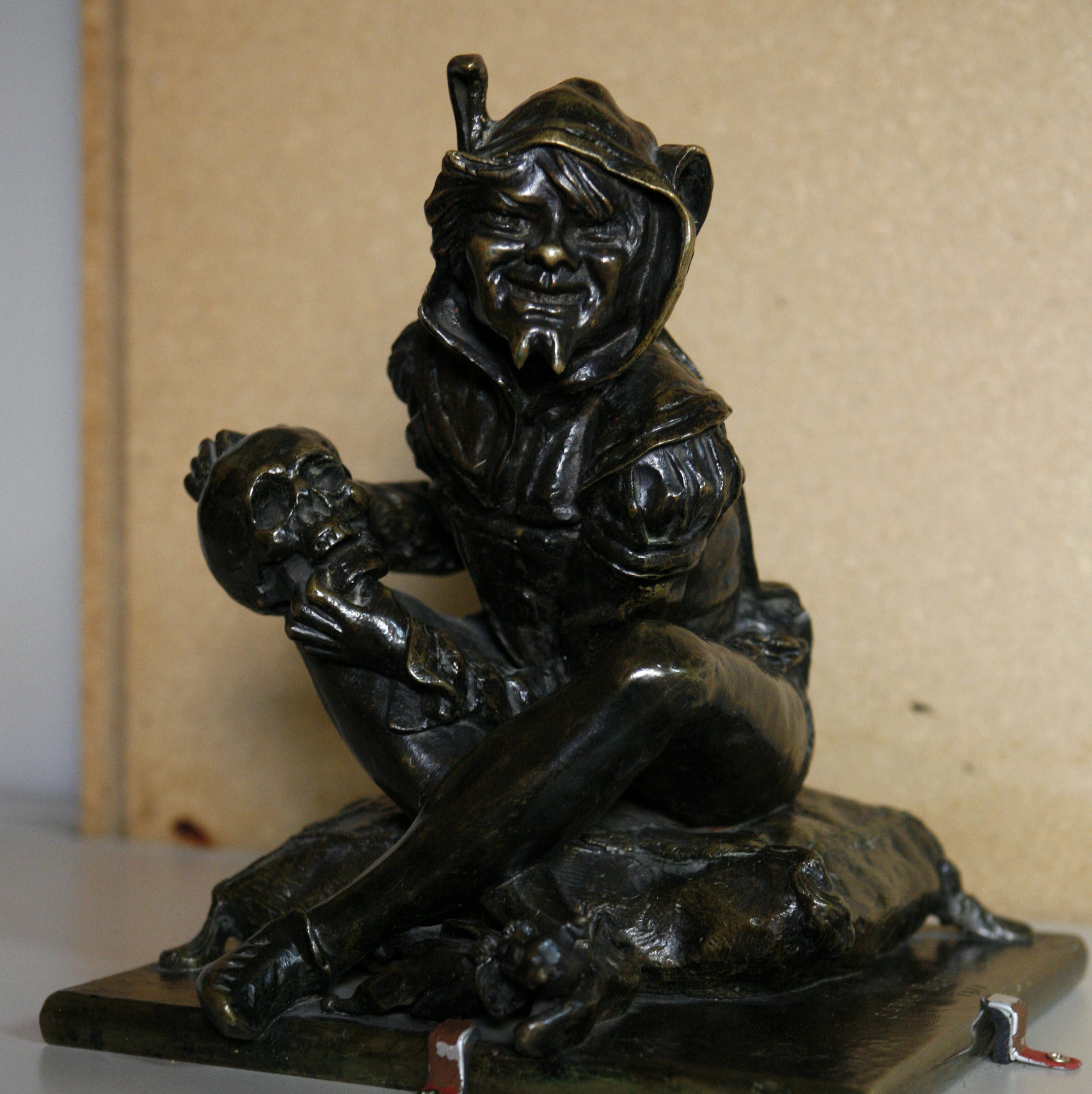
サラ・ベルナール作「道化と死」1877年。ディジョン美術館蔵。ユゴーの戯曲「王は愉しむ」の登場人物、道化のトリブレが娘のしゃれこうべを持っている姿をブロンズ像にしたもの。

### 演技様式
同時代人に大いなる歓呼を持って受け容れられたサラ・ベルナールの演技の様式は、マイム（身振り）の面でもデクラマシオン（朗唱法）の面でもメリハリを重視した大げさなものであった。これは同時代の俳優ムネ＝シュリも同様である。声の抑揚は意図的に自然なものから遠ざかった。大げさな身振りだけでなく、声を高めたり潜めたりの振幅を大きくすることによっても、感情を表現した。バロックの朗唱法を受け継いだこの様式は、サラが芸能活動を引退する頃には既に時代遅れになっていた。アルフレート・ケールは、"Tout ce qui sort de sa bouche est faux ; sinon, tout est parfait"（彼女の唇から出るものはすべていつわり、されど完璧）と評した。現代的な様式に慣れた者が、1903年にトーマス・エジソンの家で録音されたサラの「フェードル」を聞くと、失望することが多い。

### 絵画と彫刻
サラ・ベルナールが喜劇女優としての才能が認められ始めた1874年頃、彼女は、当時興味を持つ大部屋女優（アンプロワ）が少なかった彫刻（さらに絵画も）を習った。サラはアカデミー・ジュリアンに足繁く通い、1880年のサロン・ド・パリに「死せる乙女」像を出品、« moins comme un résultat qu'une promesse »（型破り）との評を受けた。他にも、今ではオルセー美術館に展示されている「エミール・ド・ジラルダンの胸像」や「ルイズ・アベマの胸像」など、いくつか銅メダルを得た。

## 私生活

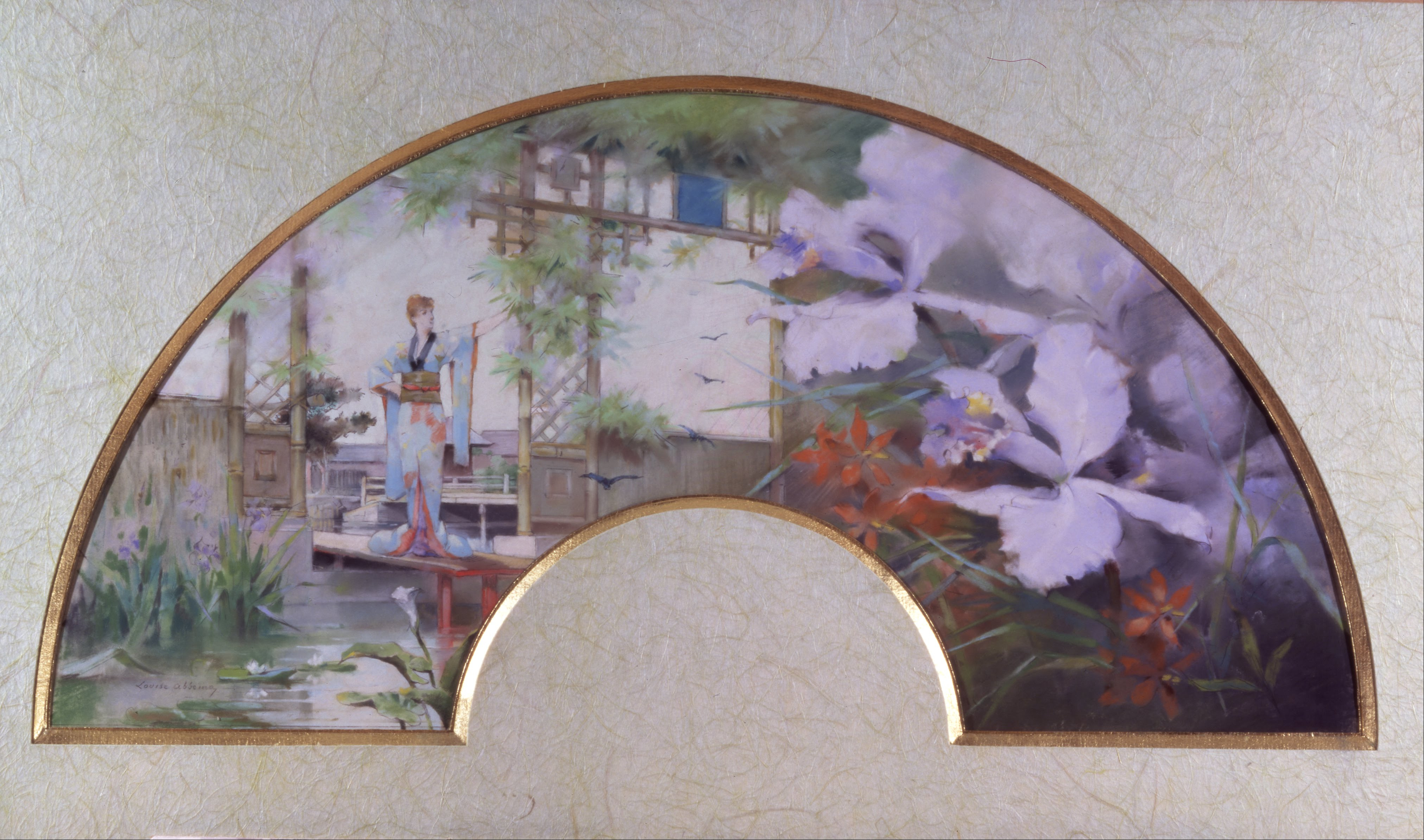
ルイズ・アベマ作「日本庭園の中のサラ・ベルナール」パステル、1885年。

サラ・ベルナールの私生活の詳細は不確かな伝聞が多い。彼女が「わたしはとても細くて痩せているから雨降りの時なんか雨粒の間を通るのよ」とよく言っていたころ、これが気に入らない、かの小デュマは新聞記者のルイ・ガンドラとの談話で、彼女の言葉に続けて「あの女（ひと）はとてもほら吹きだから、太っているということだろうね」と付け加えたという。
サラ・ベルナールの私生活は激動に満ちたものであった。20歳の頃にのちに著述家となる一人息子、モーリス・ベルナールを出産する。父親はベルギーの上院議長ウジェーヌ・ド・リーニュ公の長男、アンリ＝マクシミリアン・ド・リーニュ公子だと言われている。恋多き彼女の傍らには、いつも恋人がいた。そのうちの一人、シャルル・アースは、サラが真心からの愛を誓った相手としてよく知られている。ところがあるとき、彼はサラのことを尻軽女として扱い、躊躇なく裏切った。二人は破局したが、生涯変わらぬ友人として留まった。
医師のサミュエル＝ジャン・ド・ポズィのほかには、芸術家ではギュスターヴ・ドレやジョルジュ・クレランが、俳優ではムネ＝シュリ、リュシアン・ギトリ、ルー・テレジェンがサラの親友ないし恋人であったと推定されている。ヴィクトル・ユゴーや、イギリス皇太子もそうであったという者もいる。2010年には詩人のロベール・ド・モンテスキューとの親友ないし恋人関係にあったことを示唆する、ロベールがサラに捧げた詩が発見された。詩集には未収録である。この手書きの詩は1923年に購入されたサラの蔵書の中から見つかった。
1874-1875年頃、サラ・ベルナールは高級娼婦として得る報酬がよいため、レオン・ガンベタやアンリ・デュカス、ド・レミュザ公爵といった複数の国会議員と親密な関係を保っていた。1882年に彼女はギリシア生まれの俳優、ジャック・ダマラとロンドンで結婚したが、彼にはモルヒネ依存があり、二人の関係は長くは続かなかった。それでも彼女は法的に彼の配偶者であり続け、それはダマラが1889年に34歳で亡くなるまで続いた。
また、サラの肖像画を複数描いた女流画家のルイズ・アベマと同性愛的関係にあったことを示す資料もある。サラとルイズが共同で制作した「繋いだ手」のブロンズ像（今日では行方知れずとなっている）は、繋ぎ合った二人の手に象ったものと考えられ、二人の同性愛関係を暗示していると解釈されている。1990年には、あるアベマの油絵がコメディ＝フランセーズに寄贈された。それはサラ・ベルナールとルイズ・アベマの二人がブーローニュの森にある湖でボートに乗っているところを描いたもので、寄贈者からの一枚の手紙が添えられていた。手紙にはこの油絵が "Peint par Louise Abbéma, le jour anniversaire de leur liaison amoureuse"（二人の愛人関係を記念する日にルイズ・アベマにより描かれた油絵）であると描かれていた。

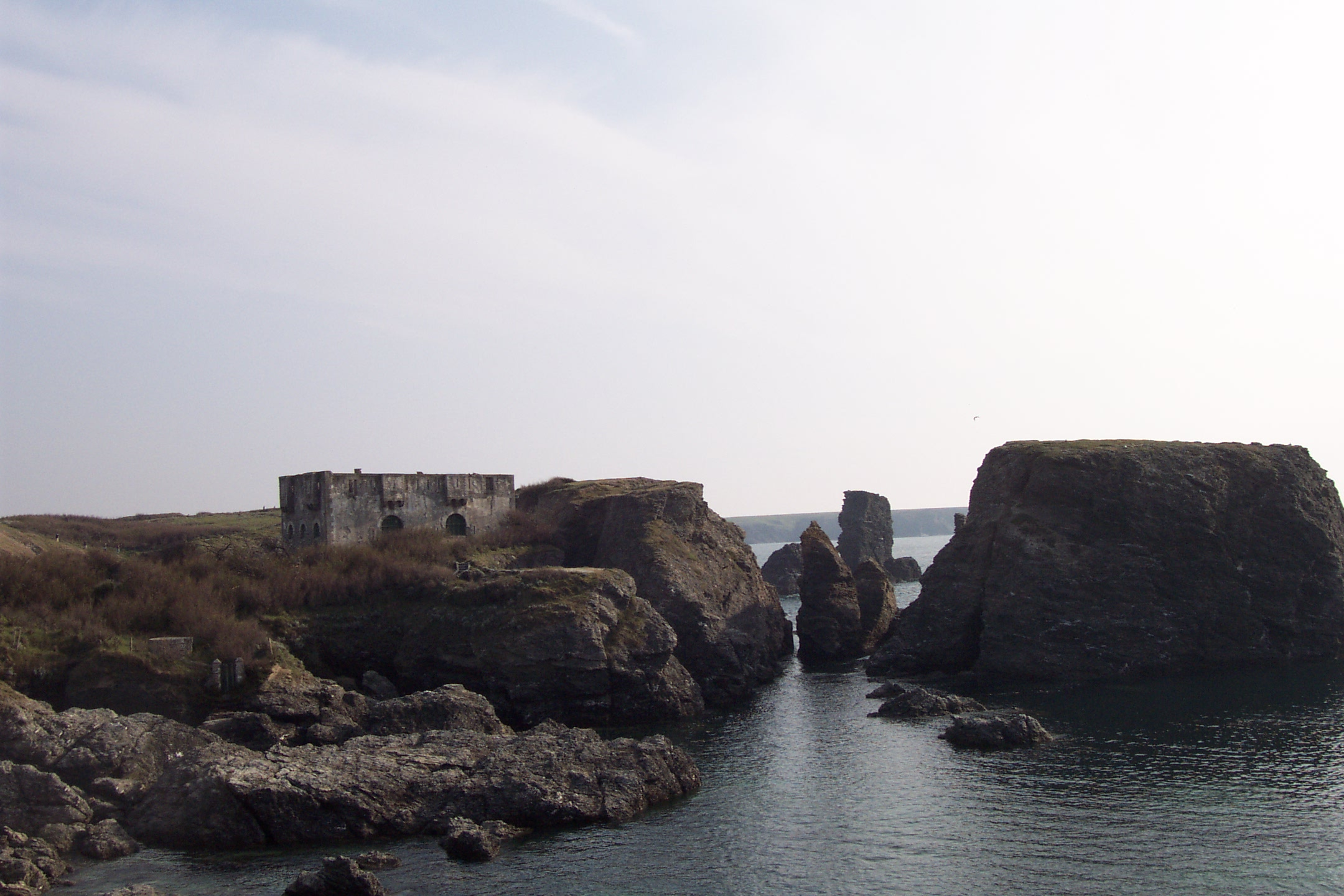
ベル＝イル＝アン＝メール島のポワント・デ・プーランにある砦跡。コンセルヴァトワール・デュ・リトラルのために取得されたもので、今日では博物館に改装されている。

1894年にサラ・ベルナールは、使われなくなった海辺の砦を譲り受け、以来何年も、そこで彼女が「小動物園」と呼ぶ食客たちと一緒に滞在した。その砦跡は、通称「ポワント・デ・プーラン」と言い、ベル＝イル＝アン＝メール島にあった。なお、この島で彼女はのちに彼女の専属肖像画家となるジョルジュ・クレランと出会う。この砦の隣にサラは別荘を建て、内装と調度品をしつらえて「ヴィラ・リズィアーヌ」と名付けた。リズィアーヌ（Lysiane）は孫娘の名前である。さらに「世界の五大陸」荘（la villa Les Cinq Parties du monde）という別荘をもう一つ建てた。これらの別荘の建造は、100万フランという当時としてはかなりの金額を越える費用がかかる大きな仕事であった。サラ自身はというと、ペノエ邸（le manoir de Penhoët）という赤煉瓦でできた邸宅に身を落ち着けた。この邸宅は、砦跡から近すぎると思われたため購入したものであるが、やはり非常に居心地がよかった。しかしながら、第二次世界大戦の爆撃により現在は失われている。サラは病を得て体の自由も利かなくなった1922年にこれらの不動産を売却した。
これらは2007年までサラ・ベルナールを顕彰する博物館となっていた。ベル＝イル＝アン＝メール島のサラ・ベルナール博物館に訪れるには、ル・パレ港を見晴らすヴォーバン砦の中心部に行く。ポワント・デ・プーランの砦及び周辺には訪問客向けの設備が整えられているが、砦の内部に入ることはできない。

## その他
- 中村天風が彼女の家に居候したことがある。
- サラ・ベルナールは、バイン街1751のハリウッド名声の歩道に星型がある。
- マルセル・プルーストの『失われた時を求めて』の中の架空の人物である女優ラ・ベルマ（La Berma）は、サラ・ベルナールからインスピレーションを受けて創造された。
- サラは銀行を信用せず、収入の金貨は麻袋に入れ自室のベッドの下に隠していたという。
- リチャード・パワーズは、小説『舞踏会に向かう三人の農夫』で、彼女を題材にした。

## 肖像画と肖像写真

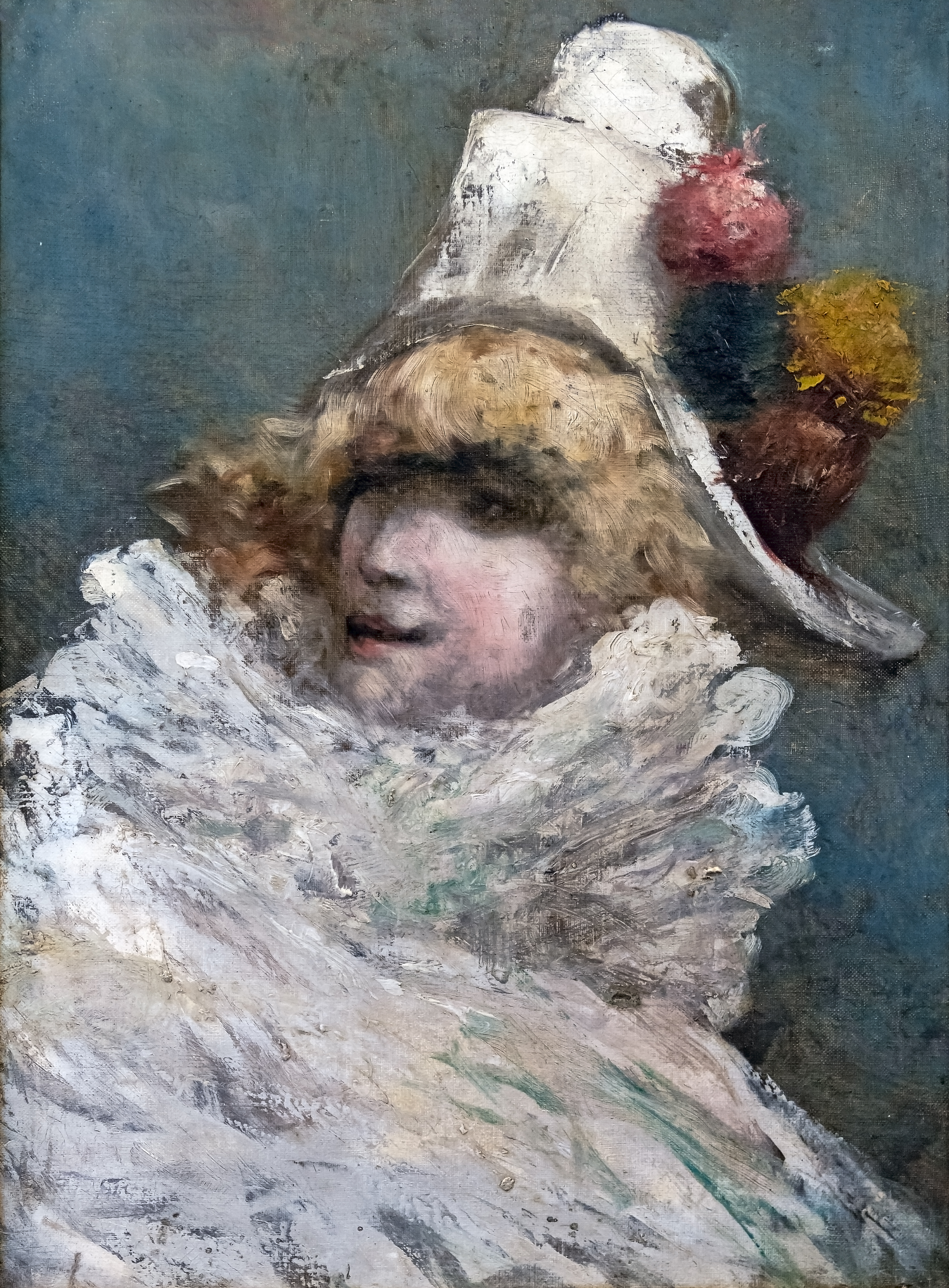
自画像

サラ・ベルナールは、当時は「新しい（ヌーヴォー）」と認識された芸術運動「アール・ヌーヴォー」の渦の中心にいた人物であり、「アール・ヌーヴォーの巫女」のような存在であった。彼女のために豪華で精緻な舞台衣装や装飾的な図案のポスターが作られ、また、数多くの詩人や芸術家がその主題に彼女を据えた。

油絵とリトグラフ
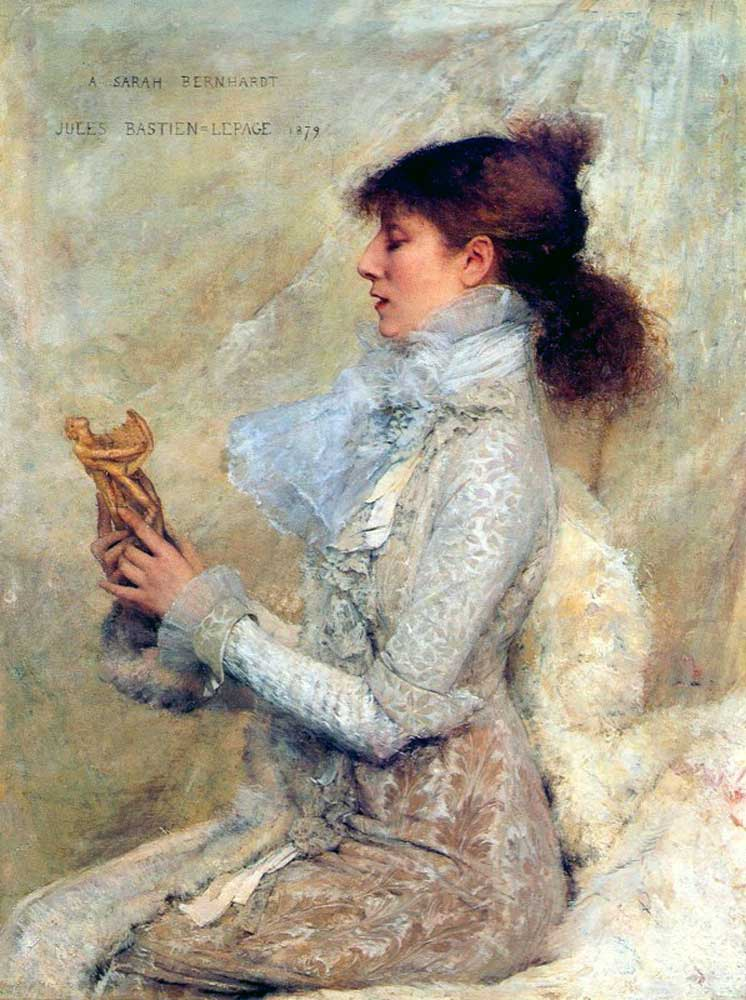
ジュール・バスティアン＝ルパージュ「サラの肖像」
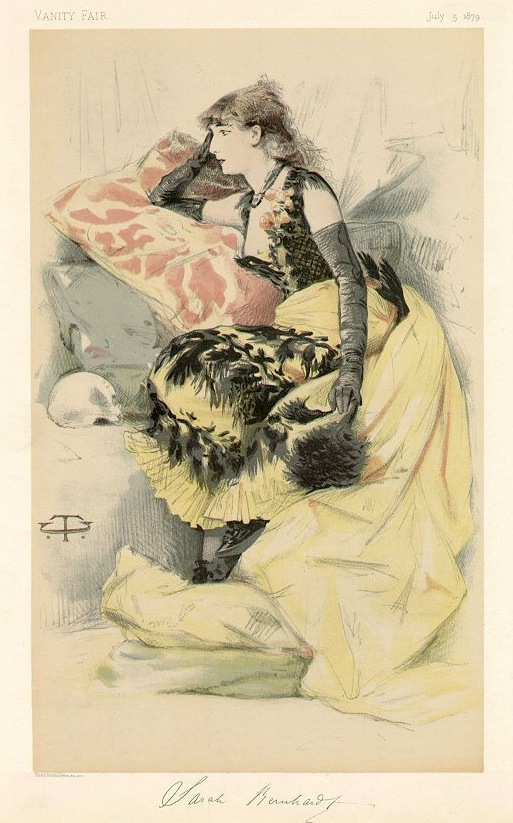
クロモリトグラフによるサラ・ベルナールのポートレイト、『ヴァニティ・フェア』1879年。
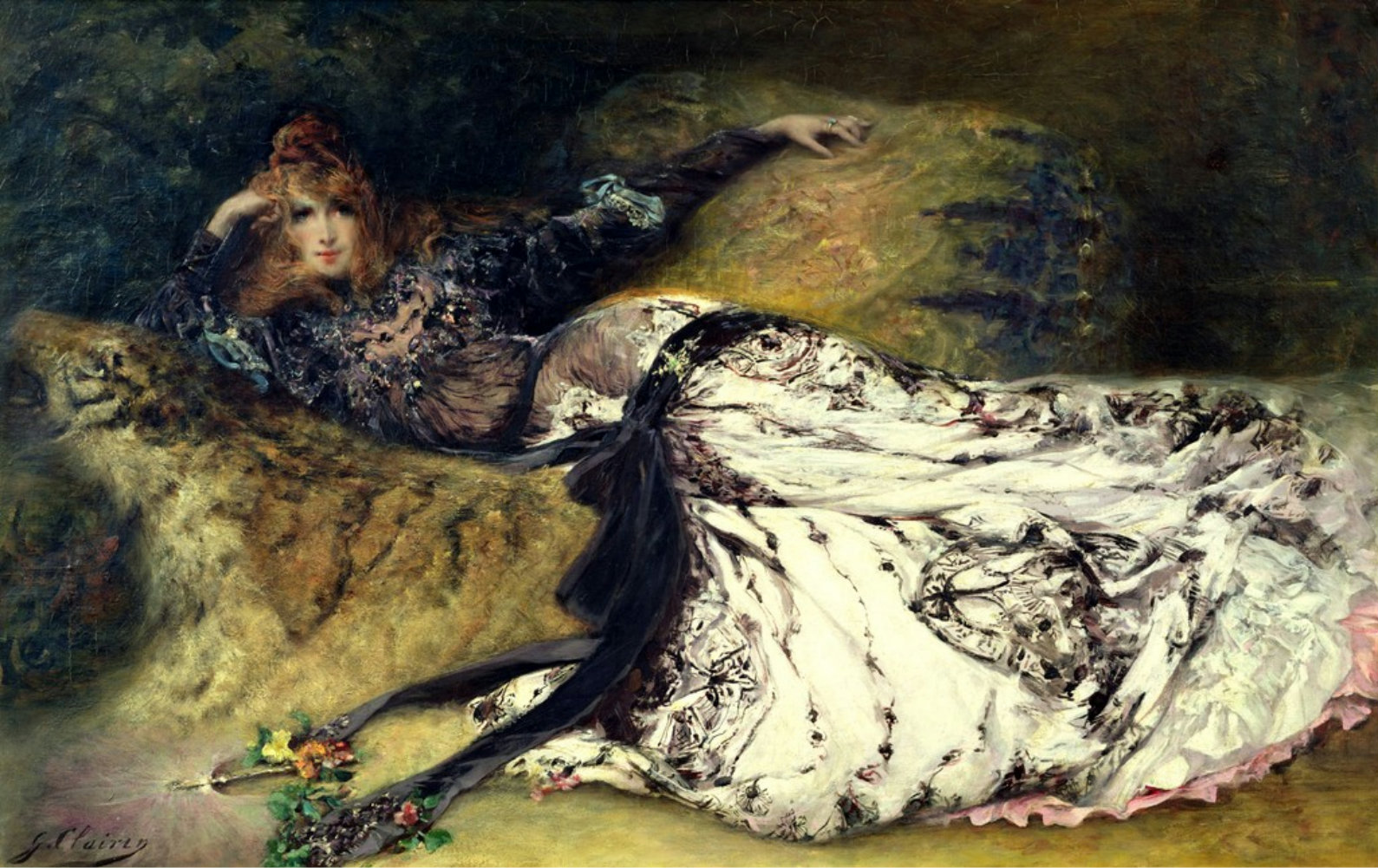
ジョルジュ・クレラン「サラ・ベルナール」（油彩、キャンバス）
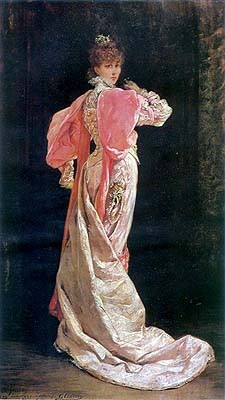
ジョルジュ・クレランが描いた「『リュイ・ブラス』で女王の役を演じるサラ・ベルナール」
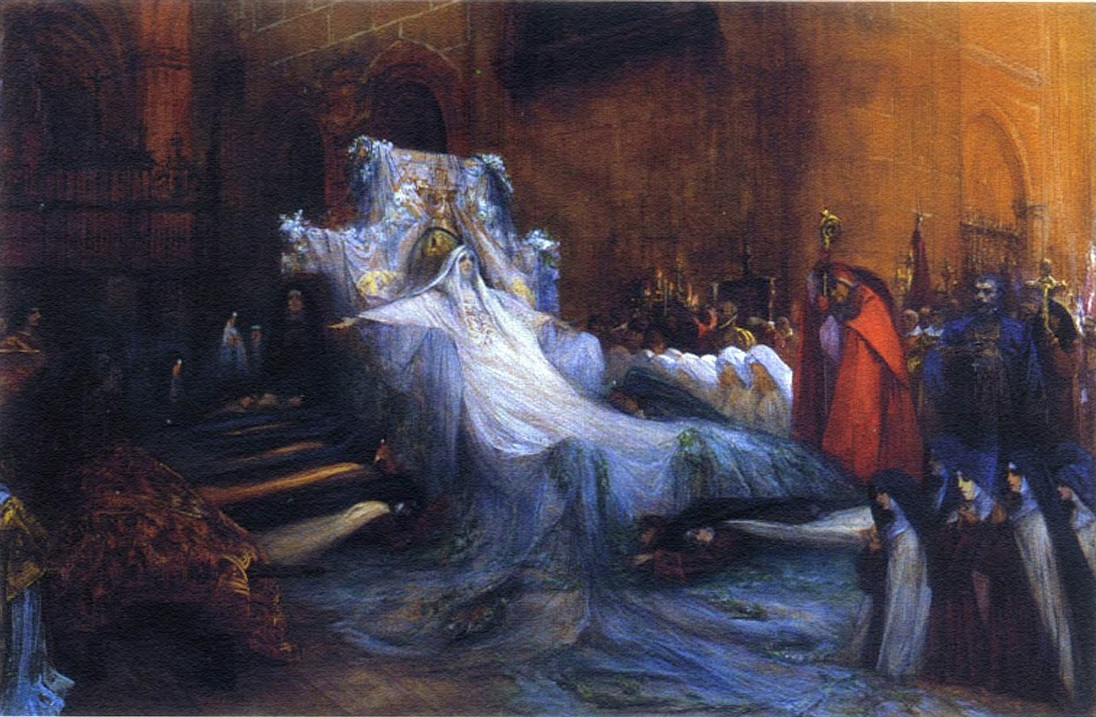
ジョルジュ・クレランが描いた「『アビラの聖テレサ』におけるサラ・ベルナール」
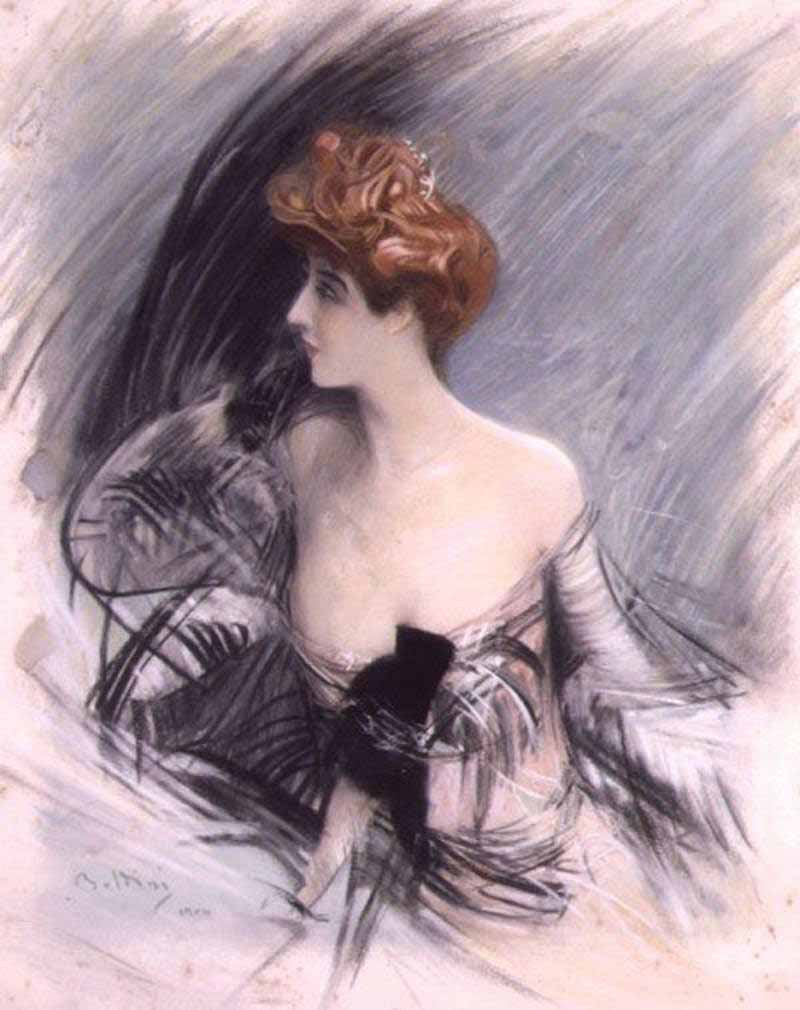
ジョヴァンニ・ボルディーニが描いたサラ・ベルナール、1880年頃
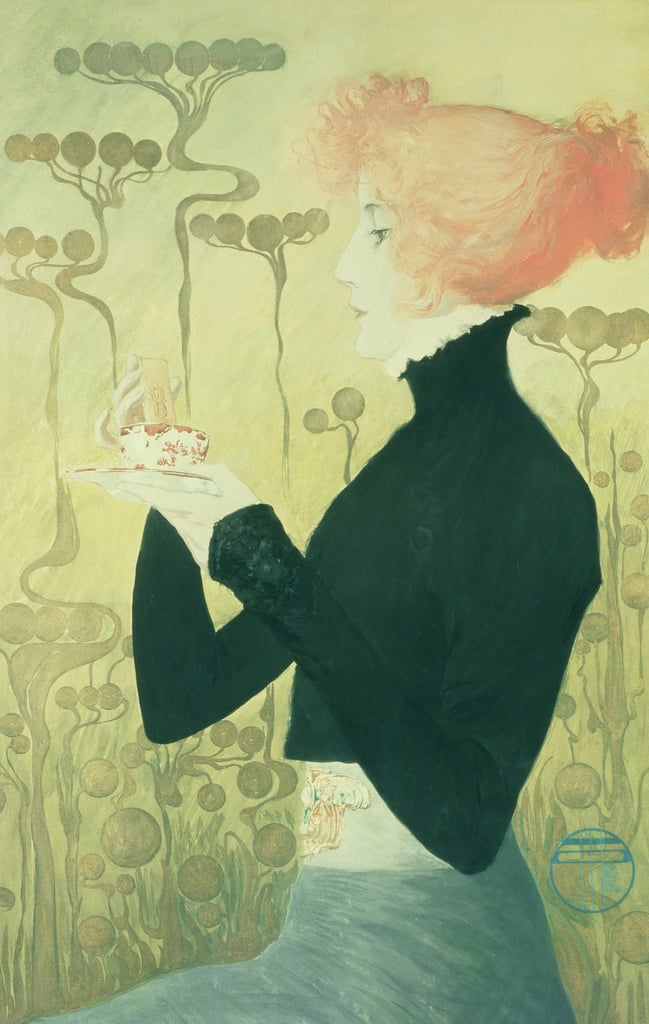
マニュエル・オラツィが描いたサラ・ベルナール、1895年頃
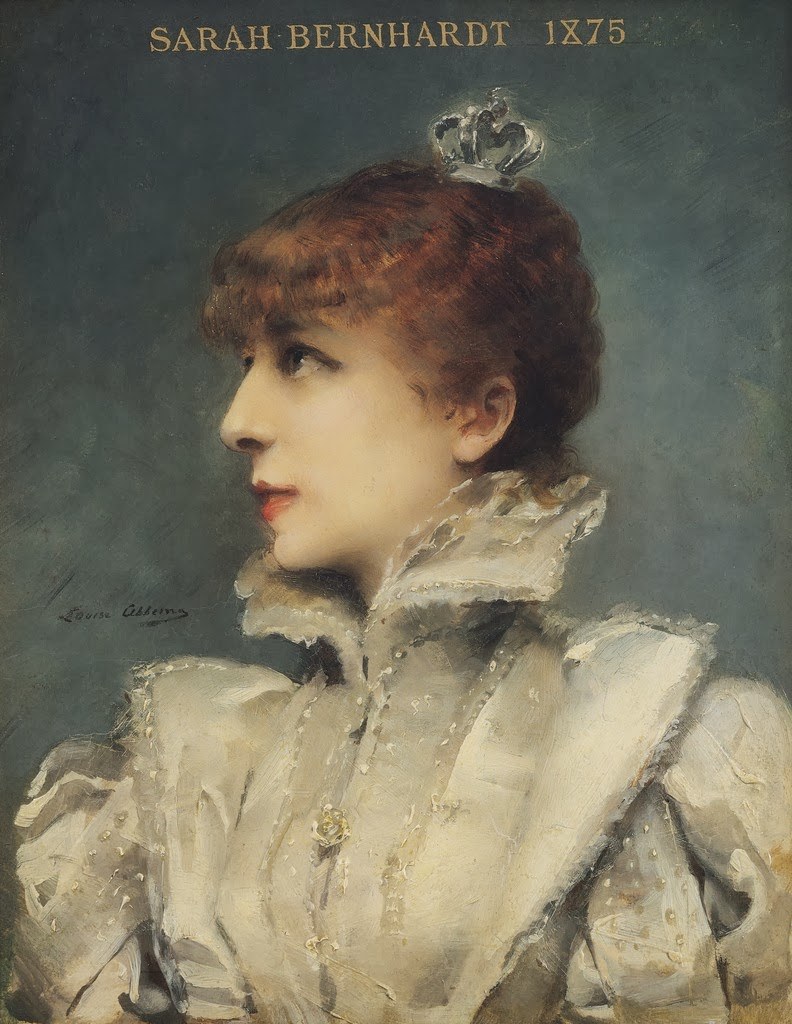
ルイズ・アベマが描いたサラ・ベルナール、1875年
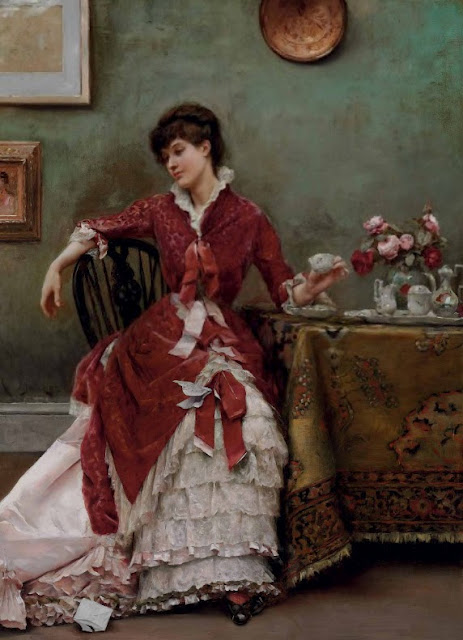
「失望」：ジュリアス・ルブラン・ステュワートが描いたサラ・ベルナール、1882年
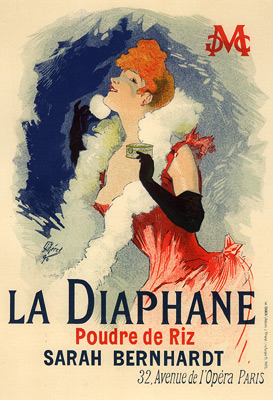
「ラ・ディアファーヌ」のポスターに描かれたサラ・ベルナール。ジュール・シェレ作、1898年。
ダドリー・ハーディが描いたサラ・ベルナール 、1889年。

写真
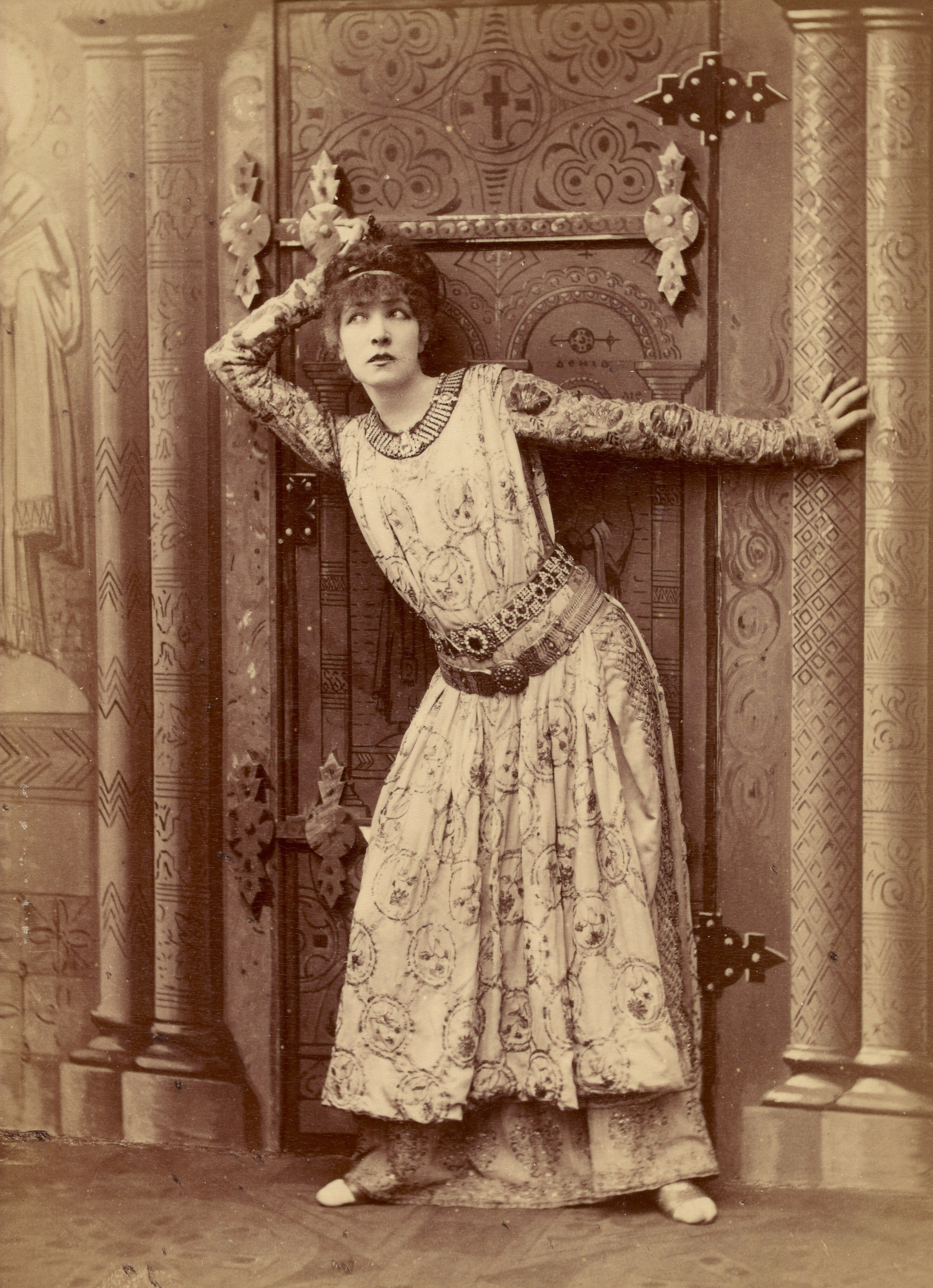
サルドゥの史劇「テオドラ」でタイトルロールのテオドラ皇后に扮するサラ・ベルナール。ナダール撮影、1882年。
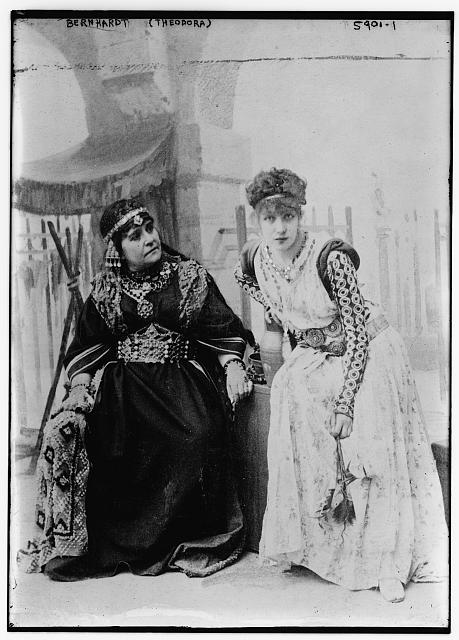
「テオドラ」は彼女の長い芸歴の中でも初期の出演作。
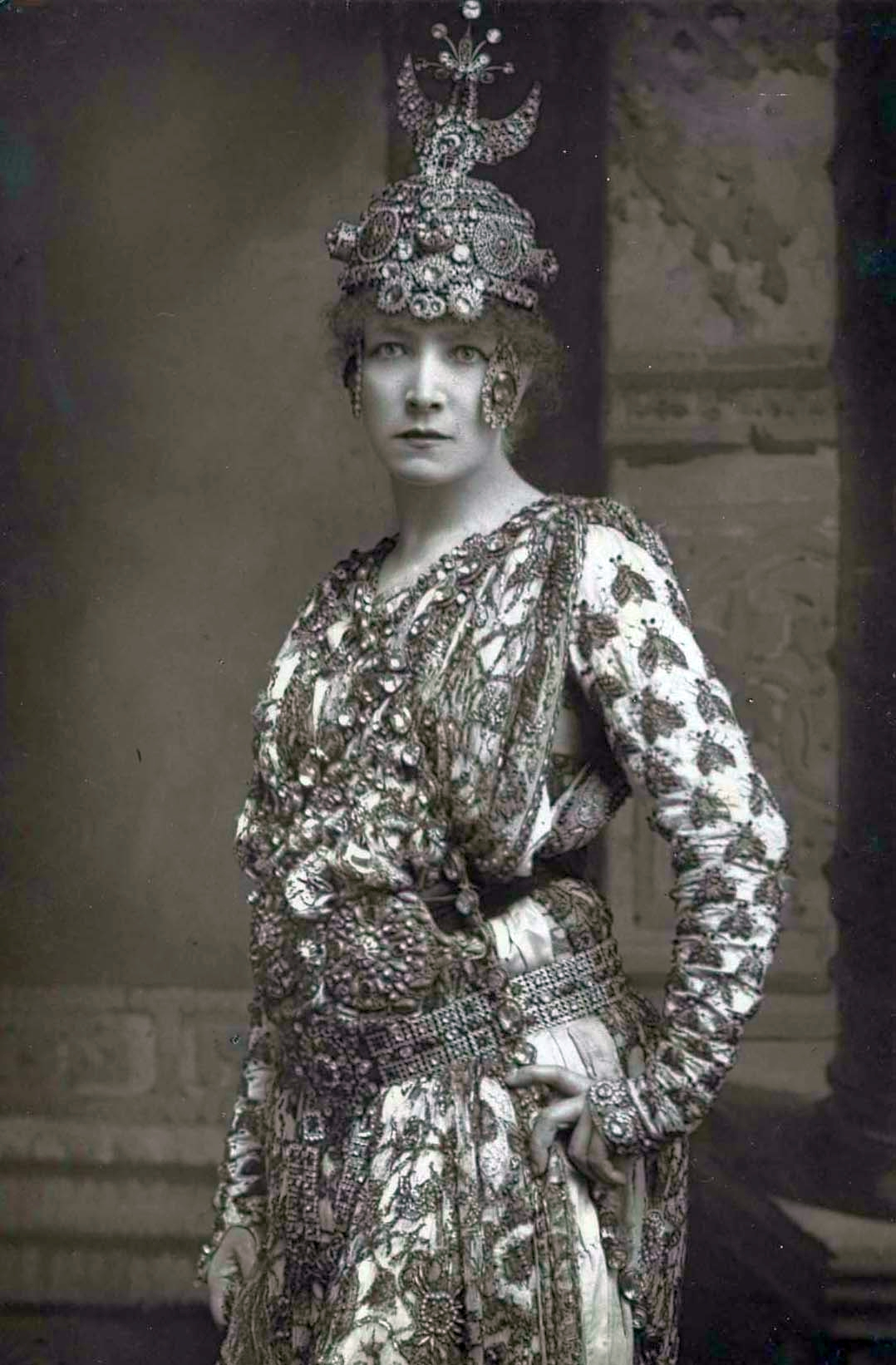
テオドラ皇后に扮するサラ・ベルナール。ウィリアム・ダウニー（英語版）撮影、1900年。
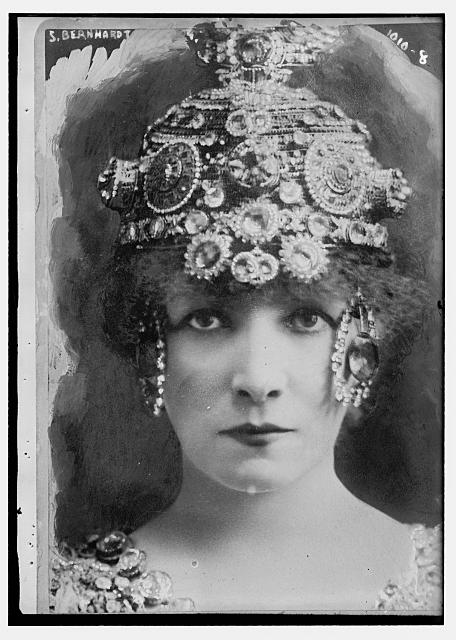
テオドラ皇后のヘッドショット
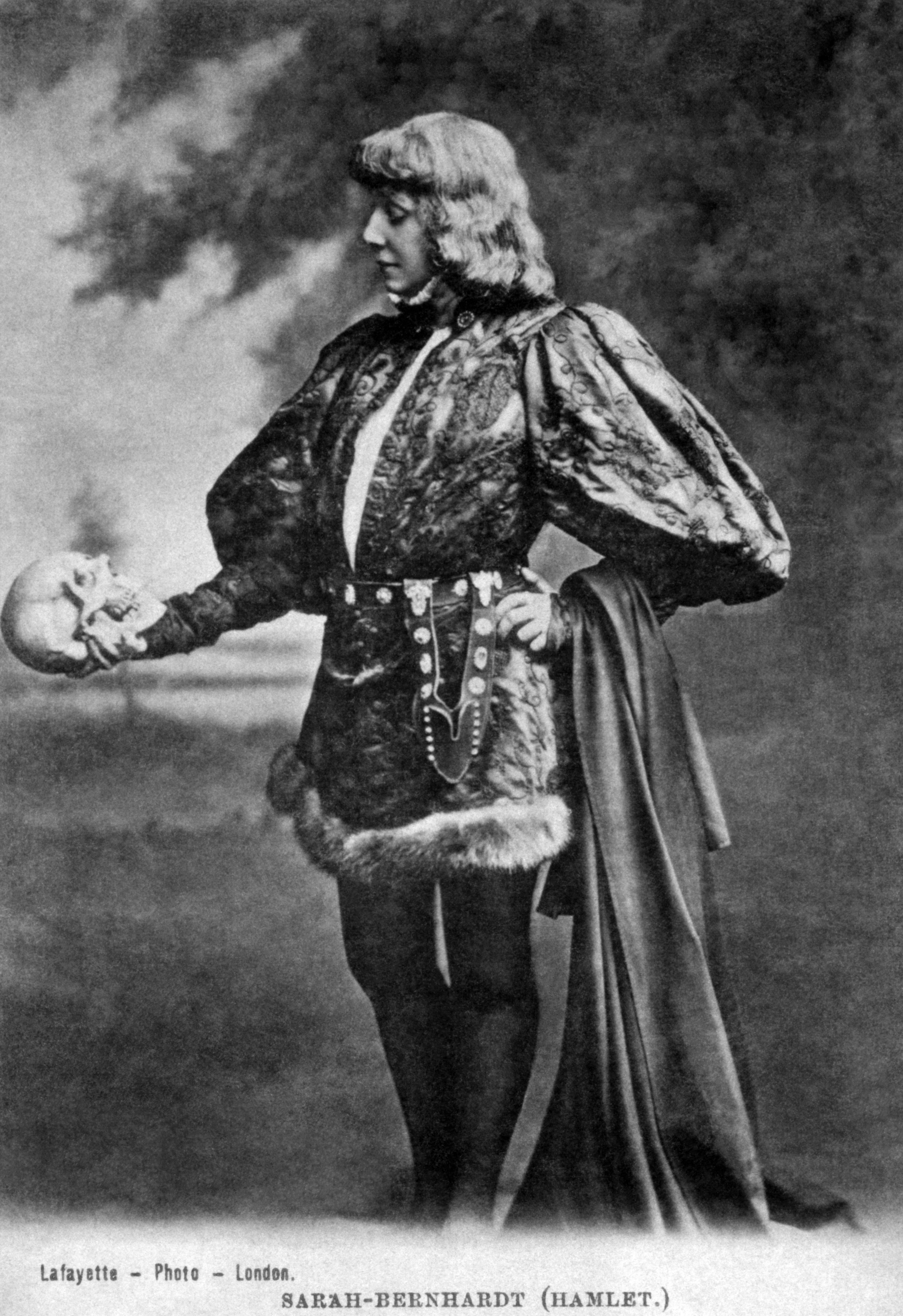
ハムレット王子に扮するサラ・ベルナール、1899年
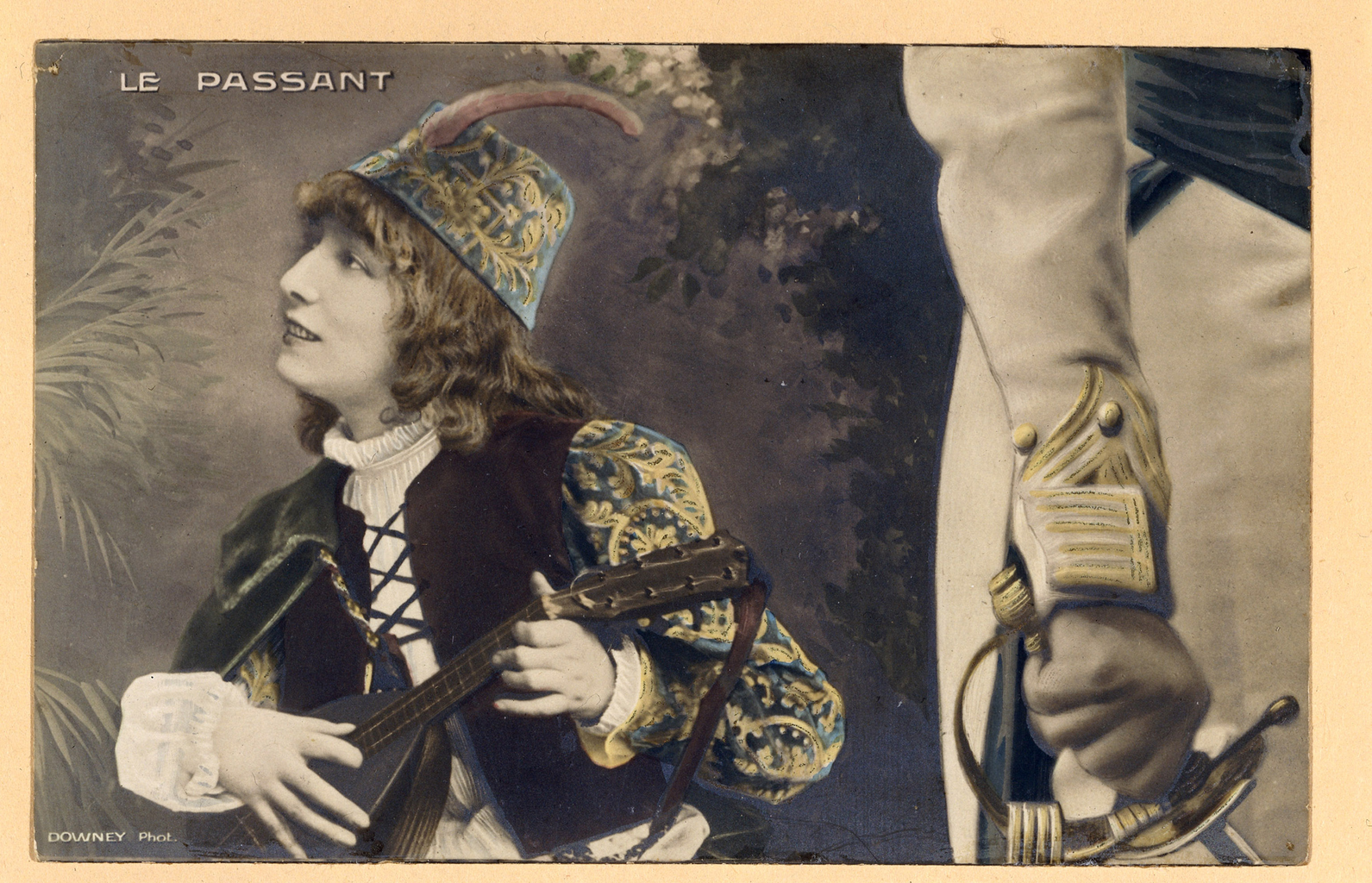
戯曲「ル・パッサン」におけるサラ・ベルナール
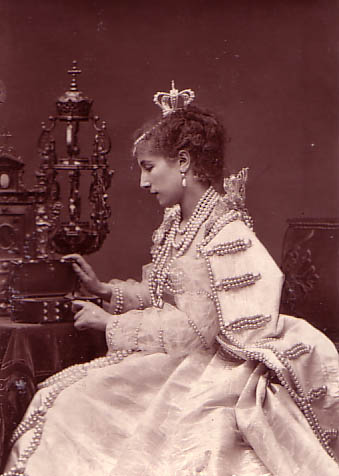
戯曲「リュイ・ブラス」において女王を演じるサラ・ベルナール、1879年
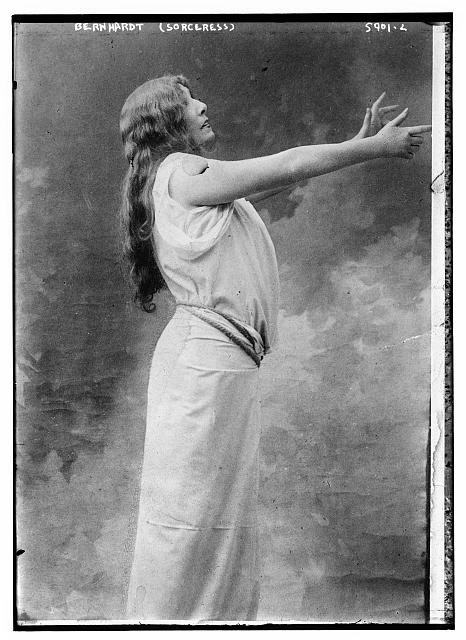
魔法使いに扮するサラ・ベルナール
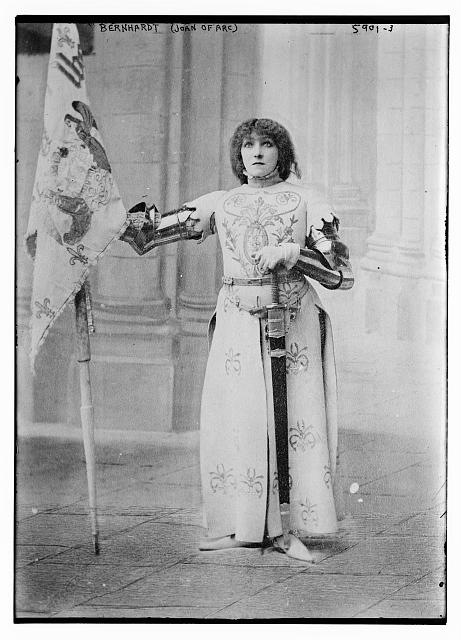
ジャンヌ・ダルクに扮するサラ・ベルナール
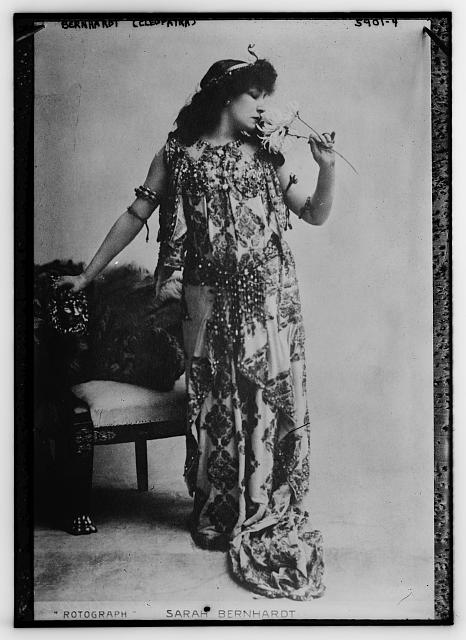
クレオパトラに扮するサラ・ベルナール
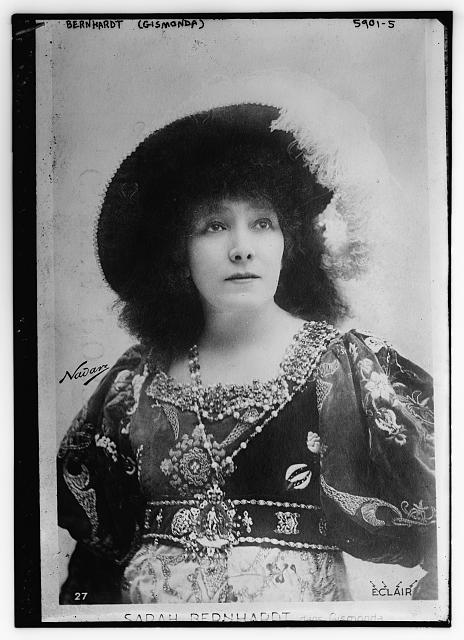
「ジスモンダ」におけるサラ・ベルナール
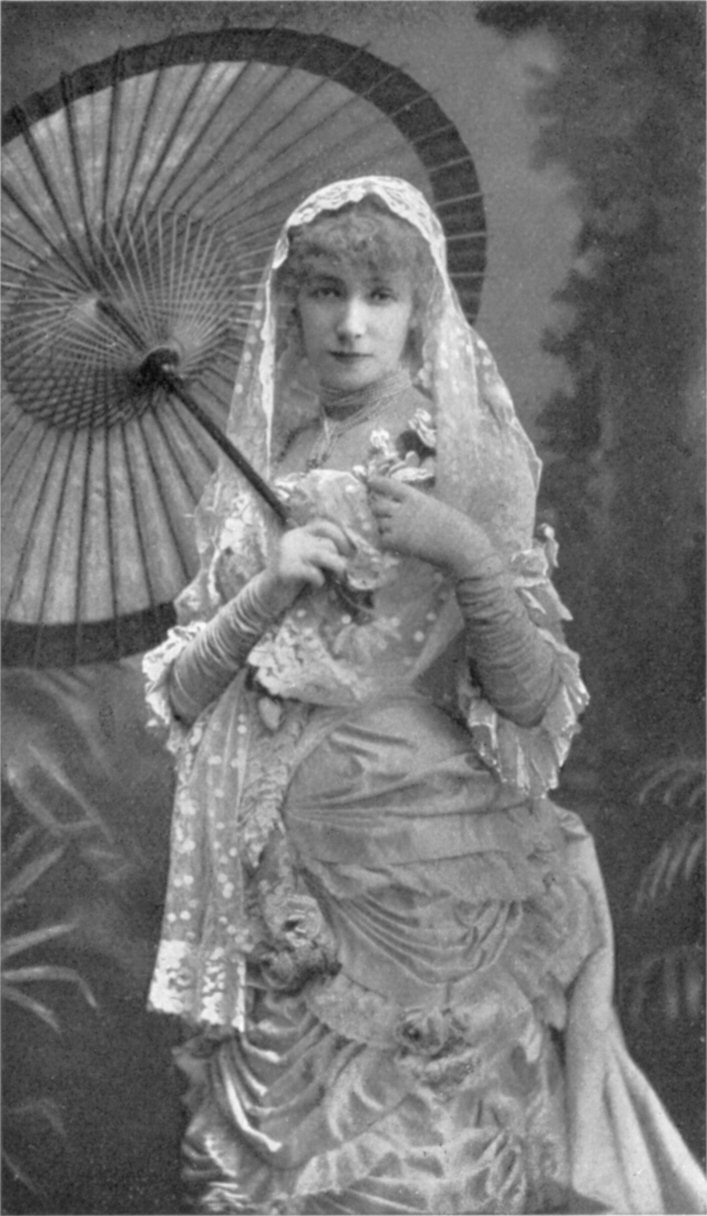
「椿姫」におけるサラ・ベルナール、1881年。
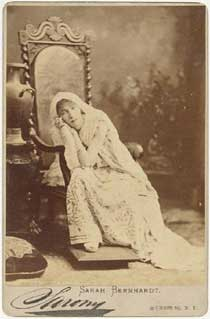
ナポレオン・サロニー（英語版）撮影、1890年頃。
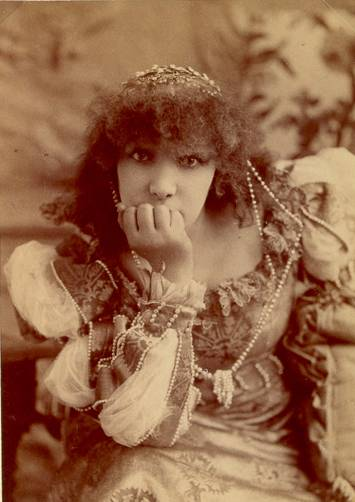
ナポレオン・サロニー（英語版）撮影、1890年頃。
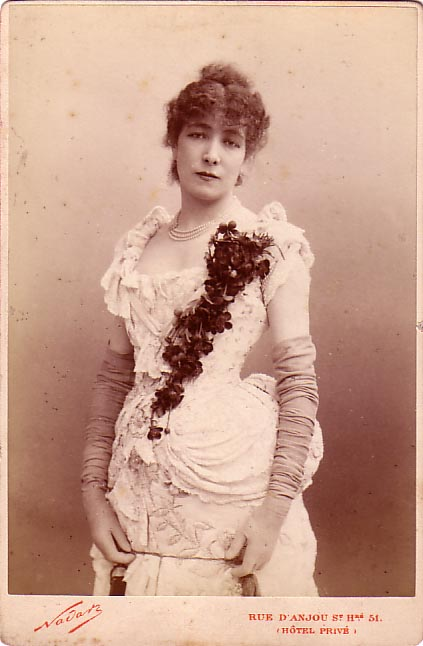
ナダール撮影のポートレイト
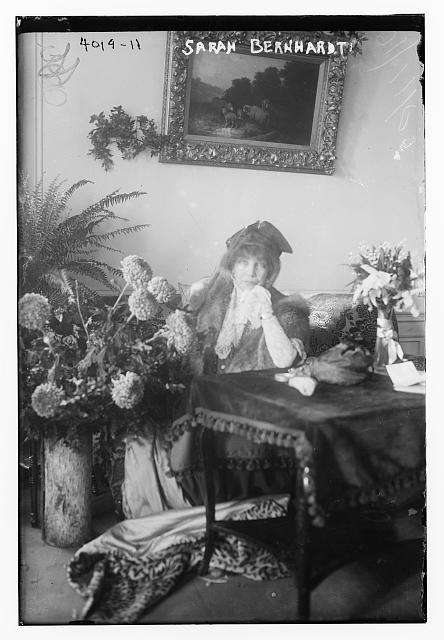
非公式なポートレイトでポーズをとるサラ・ベルナール
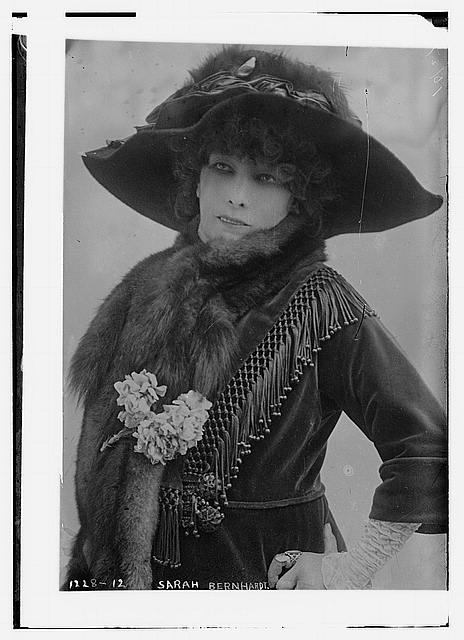
舞台に上がっていないときの姿
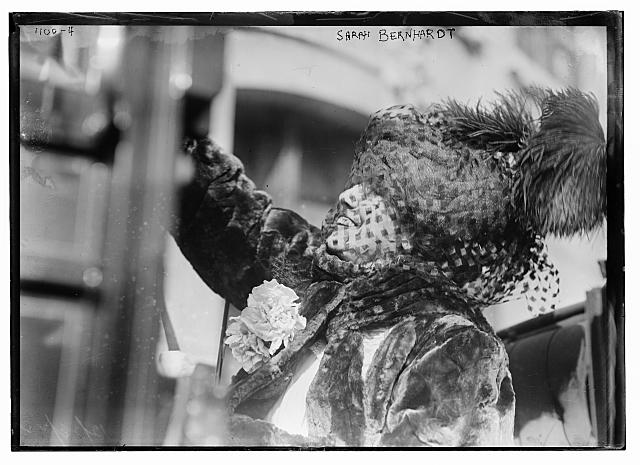
晩年のサラ・ベルナール
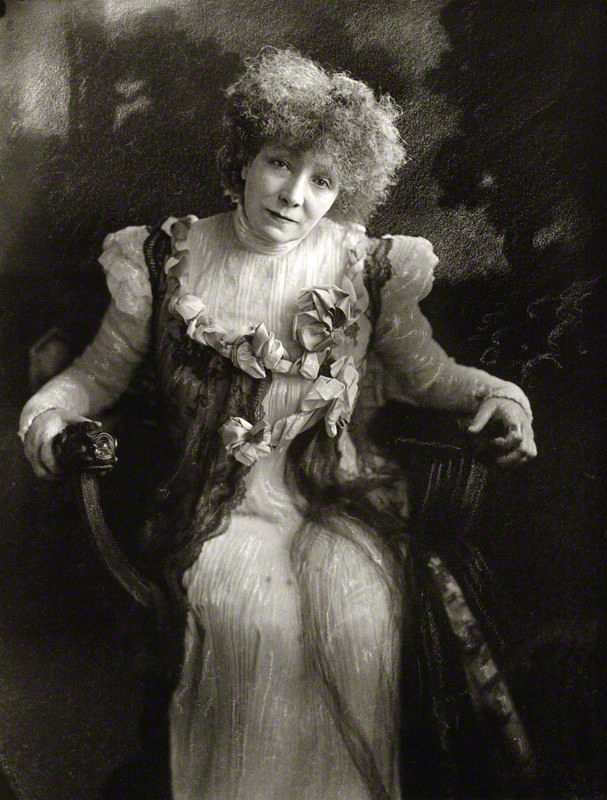
ヘンリー・ウォルター・バーネット（英語版）撮影、1910年。
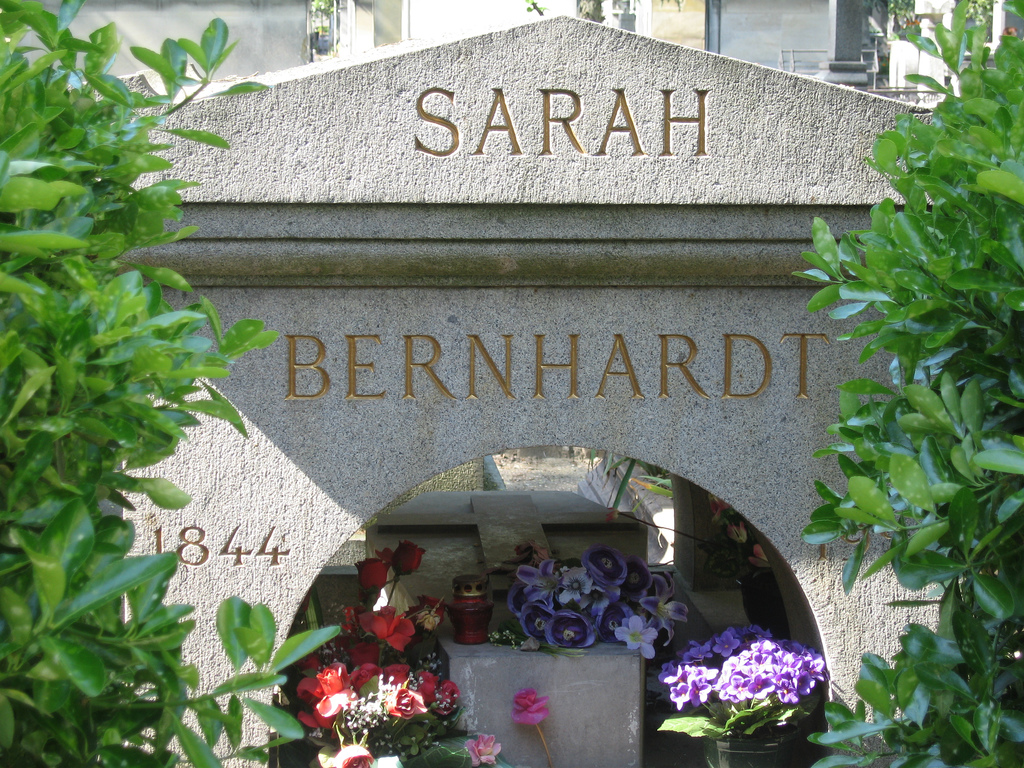
ペール・ラシェーズ墓地にあるサラ・ベルナールの墓
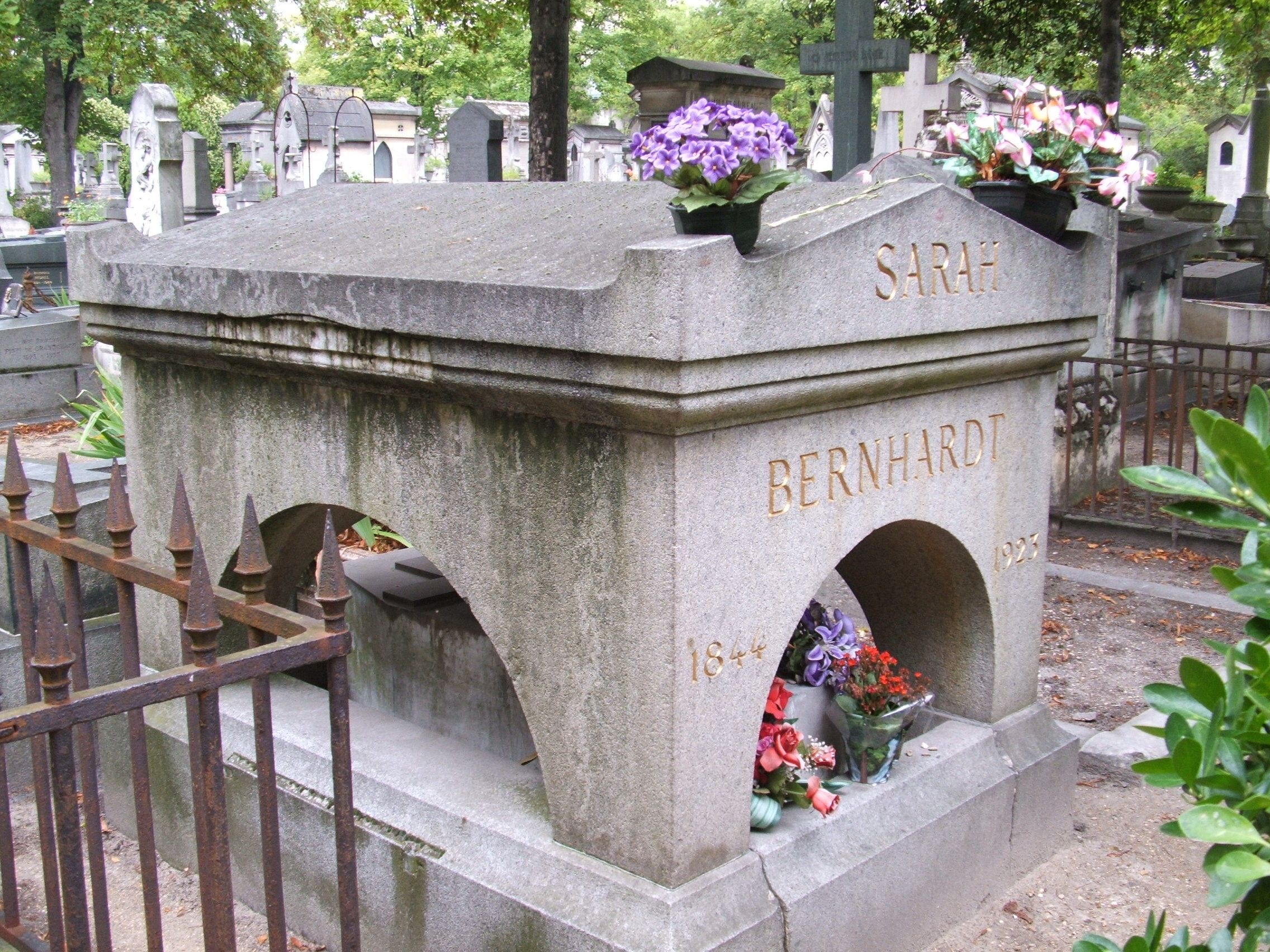
ペール・ラシェーズ墓地にあるサラ・ベルナールの墓